# Îles Similan
Les îles Similan (en thaï : หมู่เกาะสิมิลัน ; API : mùː kɔ̀ʔ similan) est un archipel de la mer d'Andaman dans la province de Phang Nga, à 70 km de la côte de Phang Nga dans le sud de la Thaïlande. Il était à l'origine composé de neuf îles et compte aujourd'hui onze îles : Ko Tachai, Ko Bon, Ko Bangu, Ko Similan, Ko Payu, Ko Hin Pousar, Ko Ha, Ko Miang, Ko Payan, Ko Payang et Ko Huyong. 
C'est un parc national marin thaïlandais (อุทยานแห่งชาติหมู่เกาะสิมิลัน) depuis 1982, ouvert au public de novembre à mai et fermé le reste de l'année. Sa superficie totale est de 140 km2 et inclut 26 km2 d'îles,. 

## Climat
Dans le sud de la Thaïlande, en particulier les îles Similan, la température varie de 21 °C pendant la saison froide à 34 °C pendant la saison chaude. La température de l'eau de la mer d'Andaman est comprise entre 27 °C et 31 °C.
Le sud de la Thaïlande est marqué par les moussons du nord-est et du sud-ouest. 
De mai à octobre, c'est la saison des pluies avec la mousson du sud-ouest : pluies et vents forts s'abattent sur la mer d'Andaman.
De décembre à mars, il y a très peu de pluie. Mars et avril sont les mois les plus chauds : c'est la saison chaude. La mer d'Andaman est alors calme et l'eau est claire.

## Topographie des îles Similan
Les îles de cet archipel sont de petites îles granitiques aux plages de sable blanc et à la végétation tropicale entourées de superbes récifs coralliens.

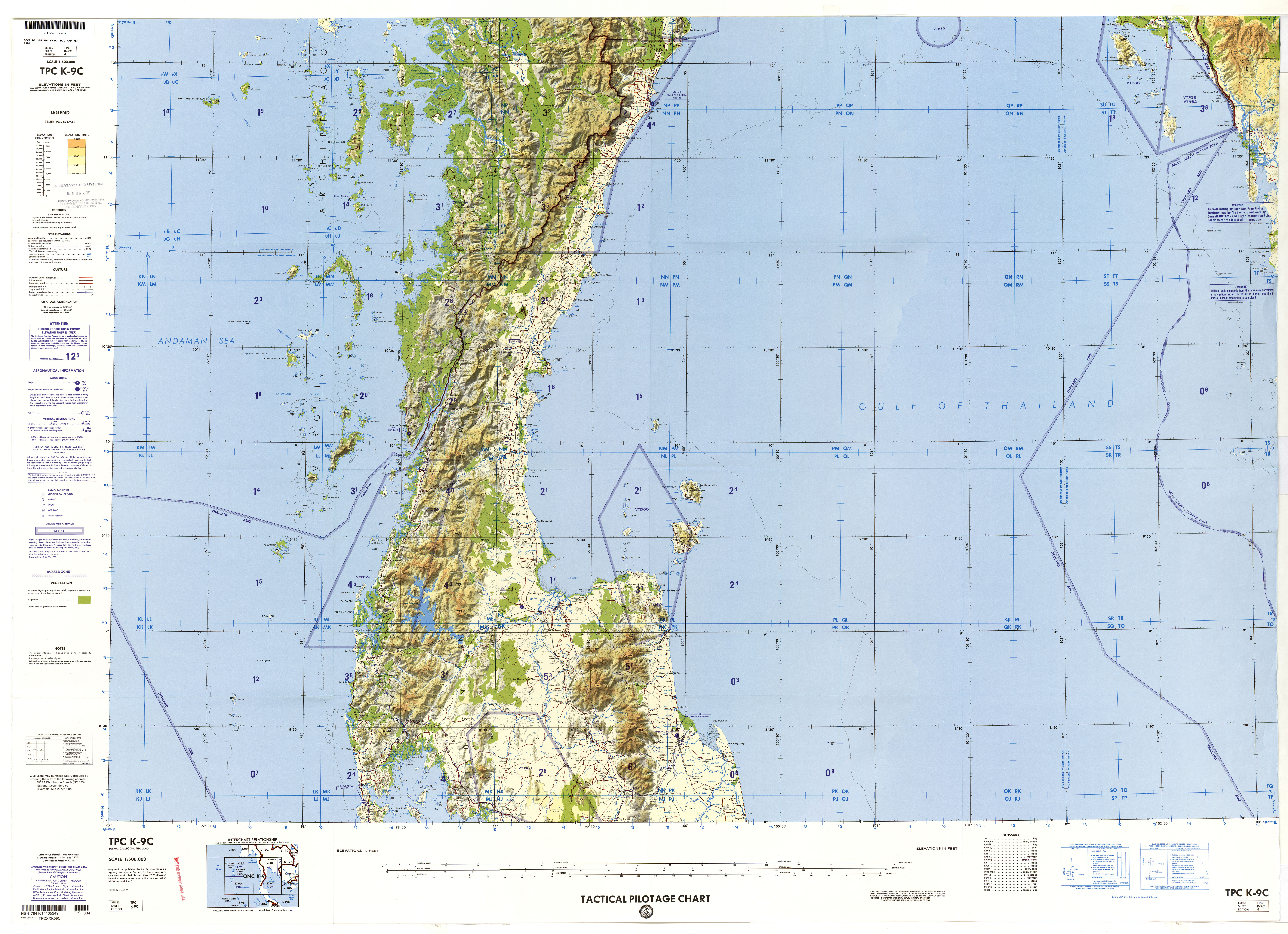
Archipel des îles Similan (coordonnées 0^{7}, 1^{2} et 1^{5})

### Ko Tachai
Ko Tachai (เกาะตาชัย) appelée aussi île n°11. Cette île, détruite par le tourisme de masse et le réchauffement climatique, est totalement fermée depuis 2016  afin que son écosystème marin puisse se reconstituer.

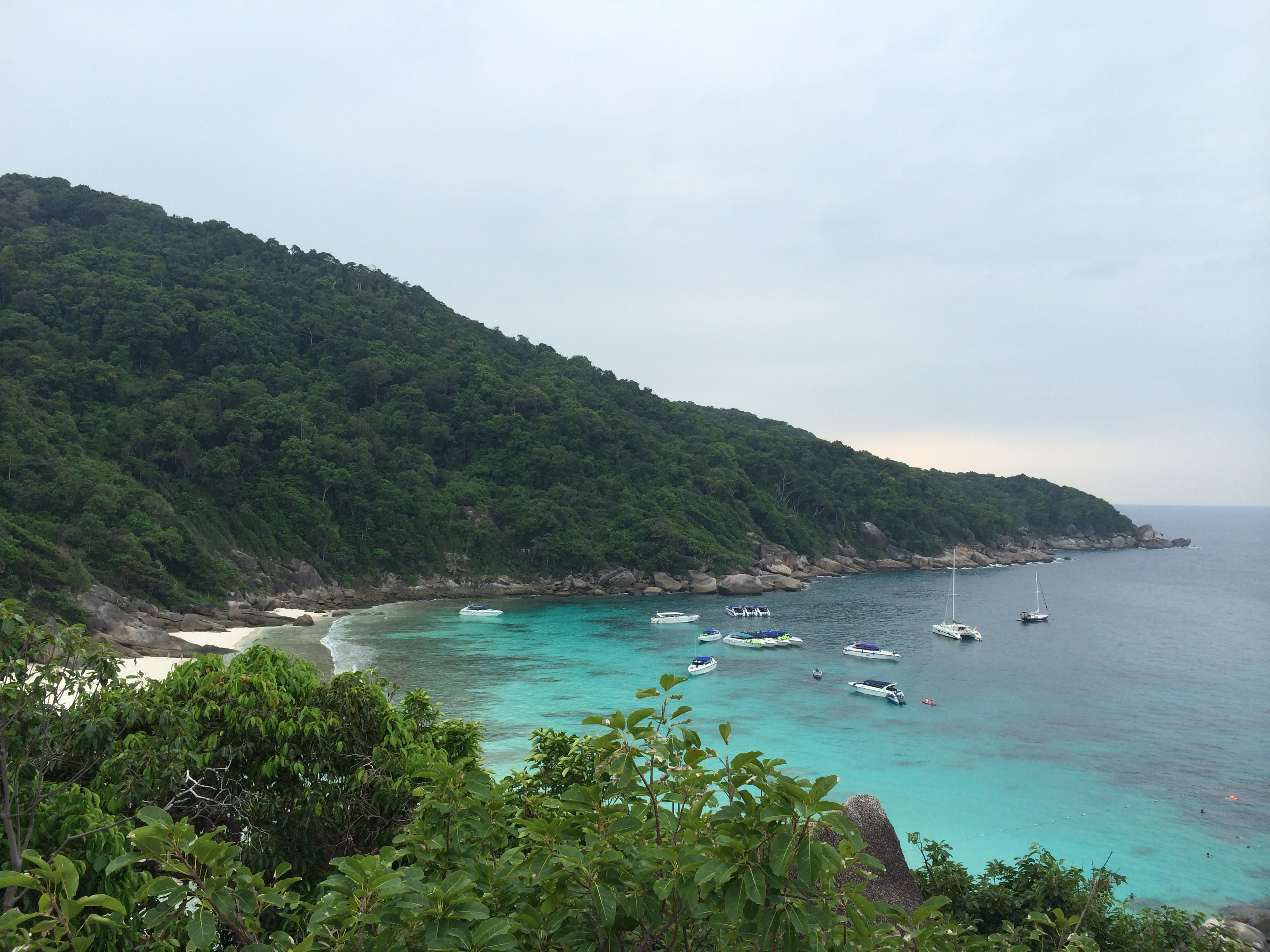
Île de Tachai

### Ko Bon
Ko Bon (เกาะบอน) ou île n°10

### Ko Bangu

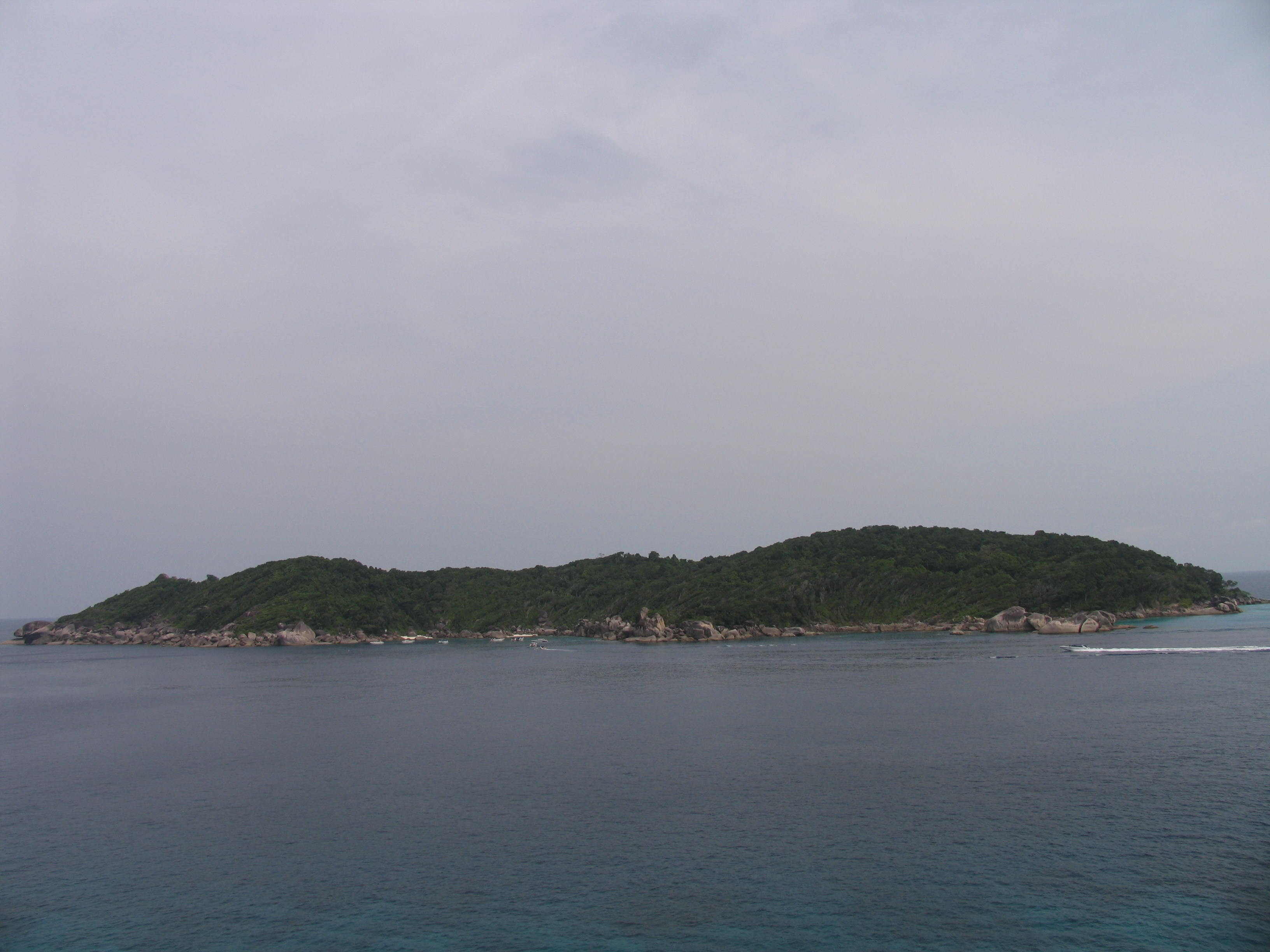
Île de Bangu

Ko Bangu (เกาะบางู) ou île n°9 (เกาะเก้า) mesure au maximum d'Ouest en Est 1,3 km et 900 m du Nord au Sud. Son sommet culmine a environ 90 m. Sa superficie est de 70,2 ha (0,7 km2).

### Ko Similan

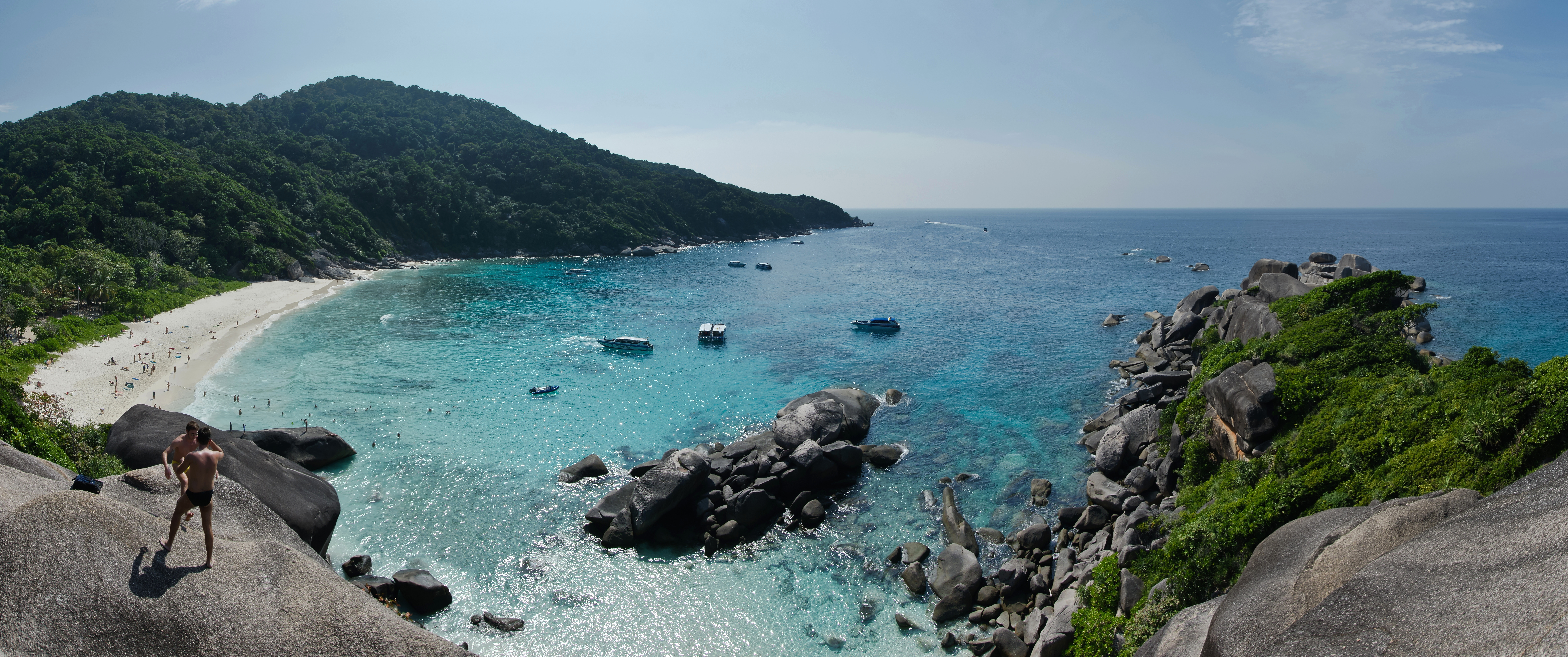
Panorama de l'île de Similan avec vue sur la baie de Ao Kueak (อ่าวเกือก).

Ko Similan (เกาะสิมิลัน) appelé aussi île n°8 (เกาะแปด) est la plus grande des îles de l'archipel. 
Elle mesure au maximum du Nord au Sud 4,5 km et 1,6 km d'Ouest en Est. Sa superficie est de 382,89 ha (3,8 km2).
Les touristes peuvent débarquer sur cette île déserte, se promener et admirer la baie de sable blanc de Ao Kueak (อ่าวเกือก).

### Ko Payu
Ko Payu (เกาะปายู) ou île n°6 (เกาะหก) a 700m de large et 1,3 km de long. Son sommet culmine à 116 m. Son aire est de 45,7 ha (environ 0,5 km2). Cette petite île n'a pas de plage.

### Ko Hin Pousar
Ko Hin Pousar (เกาะหินปูซาร์) nommée aussi île n°7 (เกาะเจ็ด) a au maximum 400 m de large et 300 m de long. Son point culminant est à 36 m de hauteur. Son aire est de 7,16 ha (soit un peu moins de 0,1 km2).

### Ko Ha
Ko Ha (เกาะห้า), c'est-à-dire l'île n°5, est minuscule. Elle ne mesure pas plus de 200 m. Son aire est de 1,95 ha.

### Ko Miang
Ko Miang (เกาะเมียง) ou île n°4 (เกาะสี่) a 2 km de long et 1,2 km de large. Son sommet culmine à 128 m. Sa superficie est de 70,8 ha (0,7 km2).
Les touristes peuvent débarquer sur cette île et se promener sur sa grande plage (หาดใหญ่) de sable blanc et sa petite plage (หาดเล็ก) de l'autre côté de l'île. Il y a un restaurant et un magasin de location de bateau.

### Ko Payan
Ko Payan (เกาะปาหยัน) ou île n°3 (เกาะสาม) est une toute petite île qui mesure au maximum 400 m de large et 300 m de long. Sa surface est de 4,32 ha.

### Ko Payang
Ko Payang (เกาะปายัง) appelée île n°2 (เกาะสอง) mesure 2 km de long et 500 m de large. Elle est presque plate, son altitude maximum est de 10 m. Sa surface est de 73,1 ha (0,7 km2).

### Ko Huyong
Ko Huyong (เกาะหูยง), l'île n°1 (เกาะหนึ่ง), est interdite aux touristes car c'est un lieu de ponte des tortues vertes. Elle mesure 1,8 km de long et 700 m de large. Sa surface est de 88,2 ha (presque 1 km2).

## Flore
Dans les forêts de plage et de bord de mer poussent le badamier, le badamier de l'Inde, le takamaka, le veloutier et le rare arbre manilkara littoralis. On trouve aussi l'hibiscus tiliaceus, le capparis microcantha, le cordia subcordata, le pandanus tectorius, le palaquium obovatum, le wrightia, l'arbre à orchidées bauhinia saccocalyx, des palmiers dont des palmiers grimpants calameae etc.

## Faune
Le parc national marin de l'archipel des îles Similan recense des centaines d'espèce remarquables.
Dans les îles, il y a une biodiversité terrestre très limitée : 
- Colonie de chauves-souris dans les arbres, Ko Tachai27 espèces de mammifères dont deux espèces de primates (macaques crabiers et semnopithèques obscurs), des écureuils, des chauves-souris frugivores renards-volants (ou roussettes) (Pteropus hypomelanus), des rats rattus andamanensis etc. ;

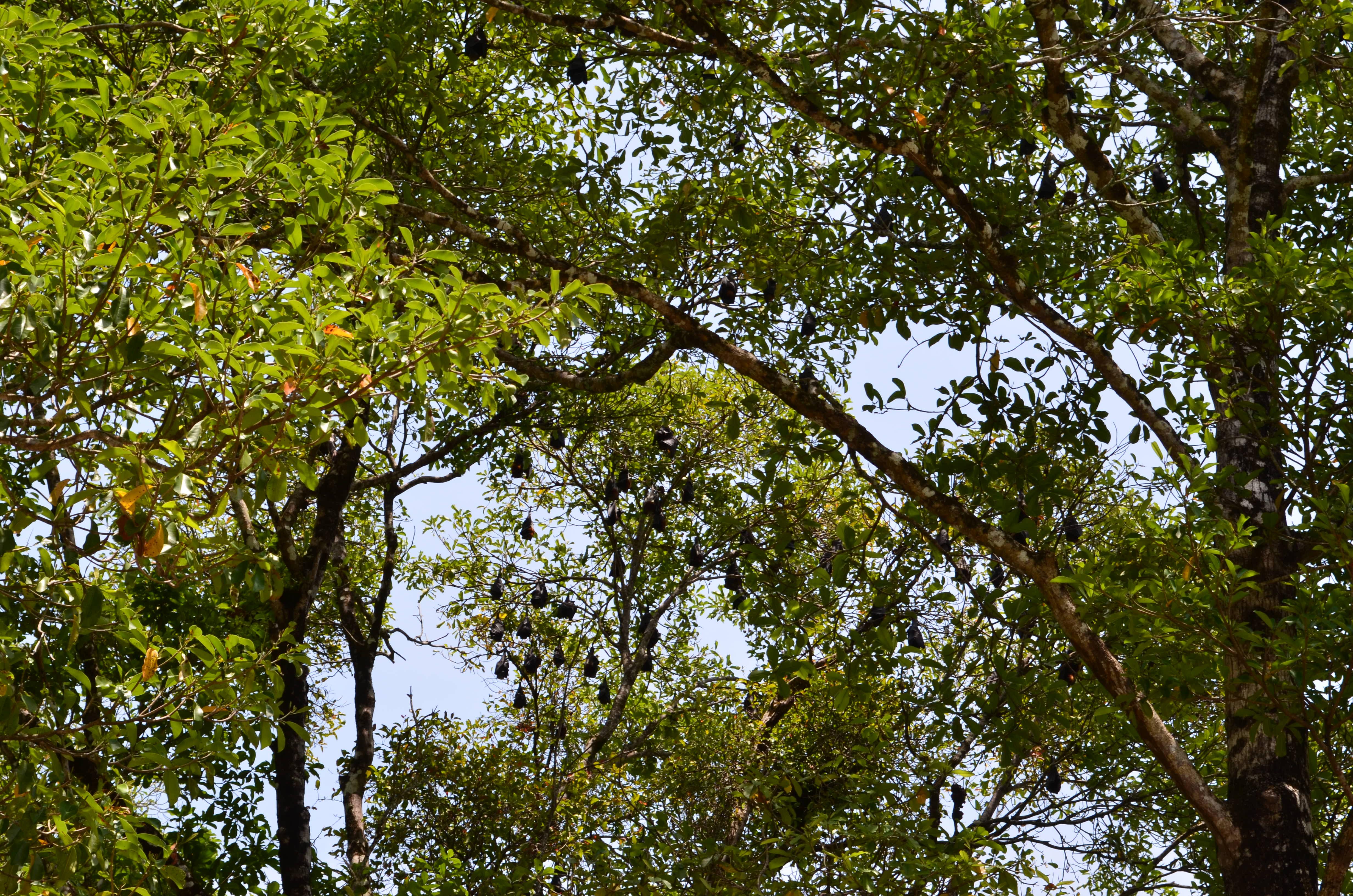
Colonie de chauves-souris dans les arbres, Ko Tachai

- 73 à 118 espèces d'oiseaux mais la plupart ne sont que de passage et ne résident pas longtemps dans les îles ; les amateurs de pigeons peuvent voir, en particulier sur l'île Ko Miang, des nicobars à camail, des pigeons marron, des carpophages blancs et des carpophages pauline ; on peut de plus observer entre autres des aigrettes sacrées et des aigrettes garzettes ; des hérons typhon et des bihoreaux malais ; des œdicnèmes des récifs[6] ; des rapaces pygargues blagres et faucons aldrovandins ; des passereaux martins tristes, gobemouches mugimaki, hirondelles rustiques... ; des grands coucals ; des labbes parasites ; des sternes de Dougall, des sternes pierregarin et des sternes huppées... ;
- de 22[7] à 30 espèces de reptiles dont des lézards Leiolepis belliana, des varans du Bengale et des varans malais ; des serpents indotyphlops albiceps et des  pythons réticulés ;
- 4 espèces d'amphibiens ;
- 1 espèce de crabe terrestre cardisoma carnifex essentiellement herbivore et une espèce de bernard l'ermite terrestre coenobita brevimanus ;
- et naturellement des insectes et des araignées etc.

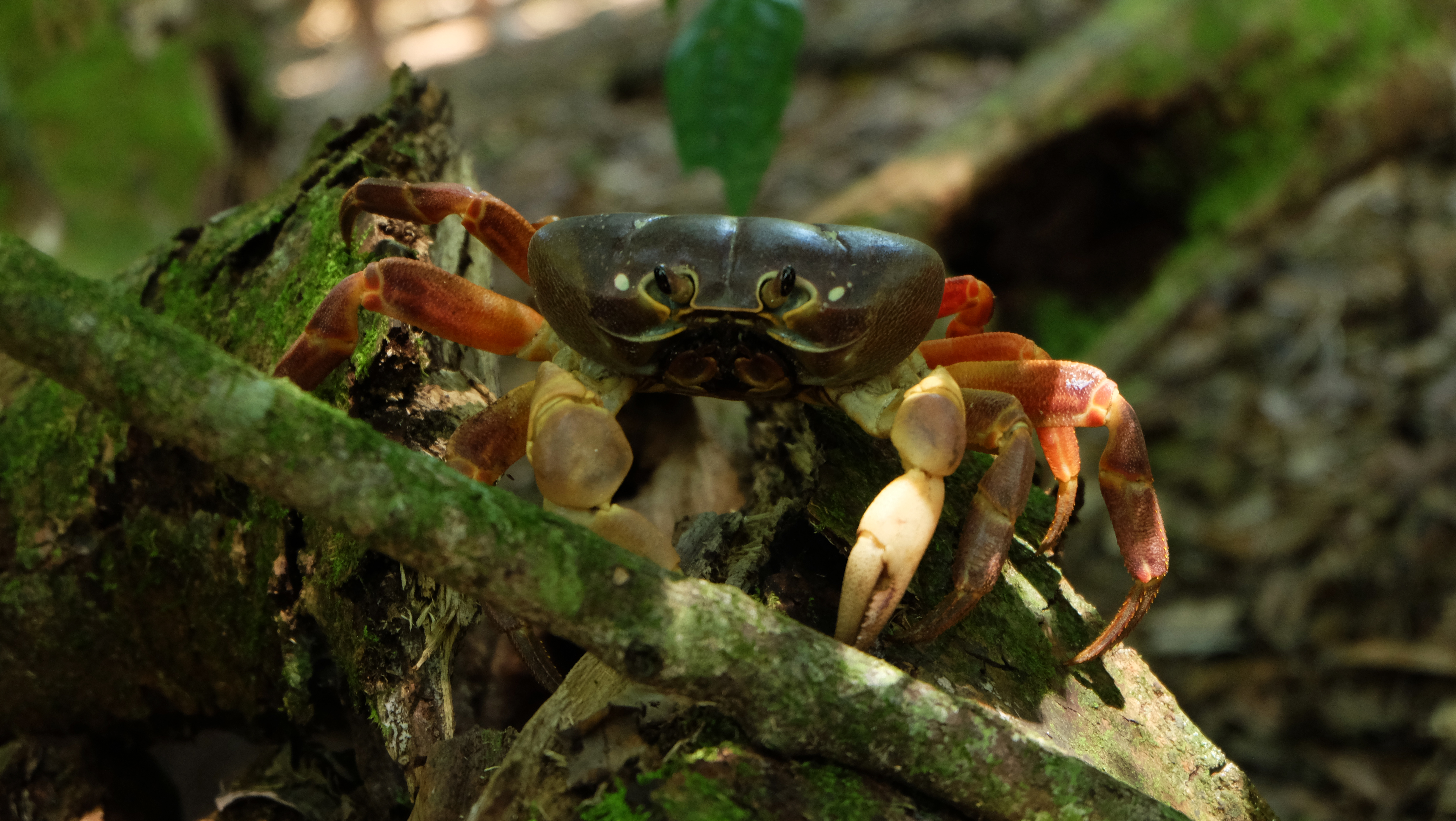
Crabe cardisoma carnifex, îles Similan
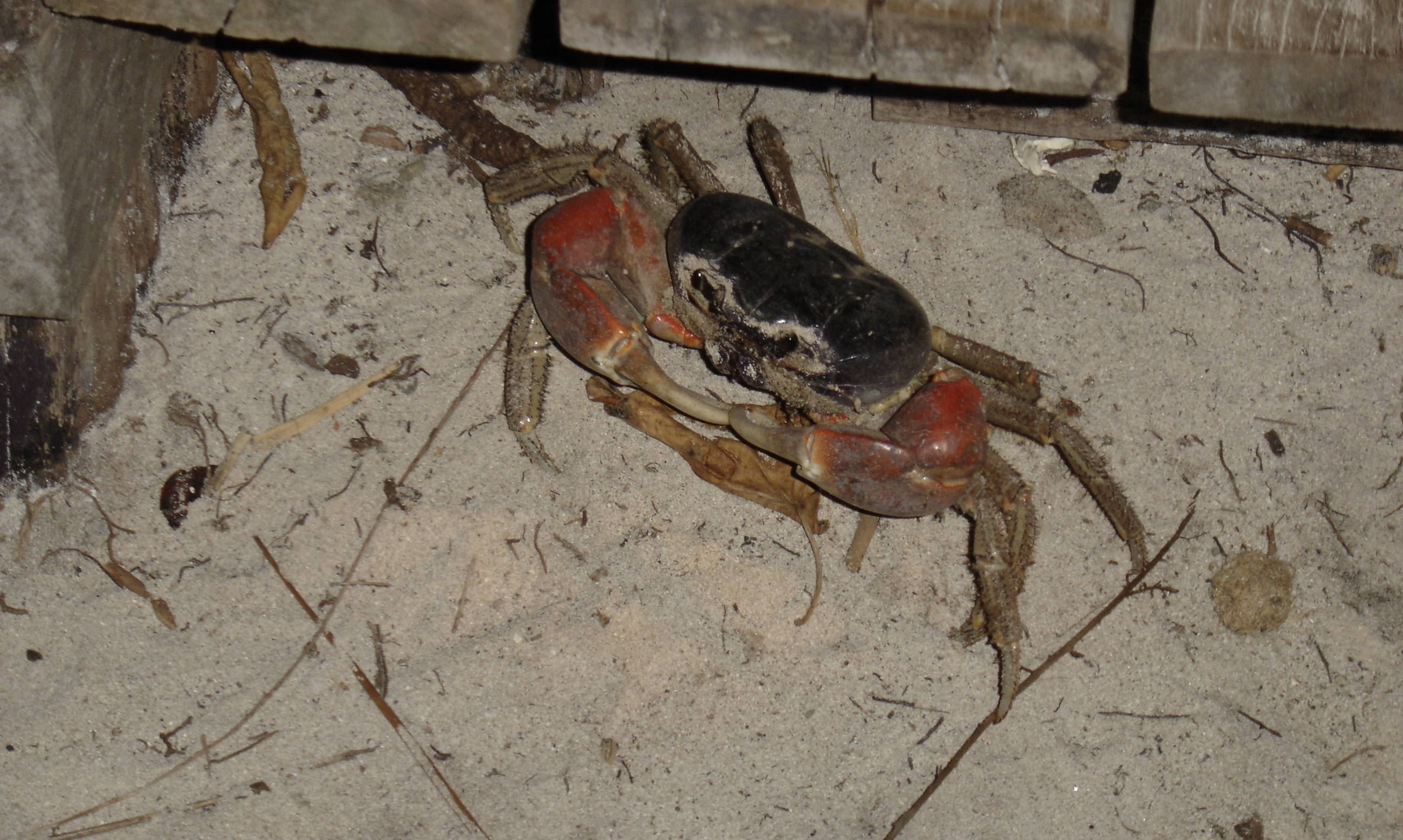
Crabe caridsoma carnifex, Ko Miang
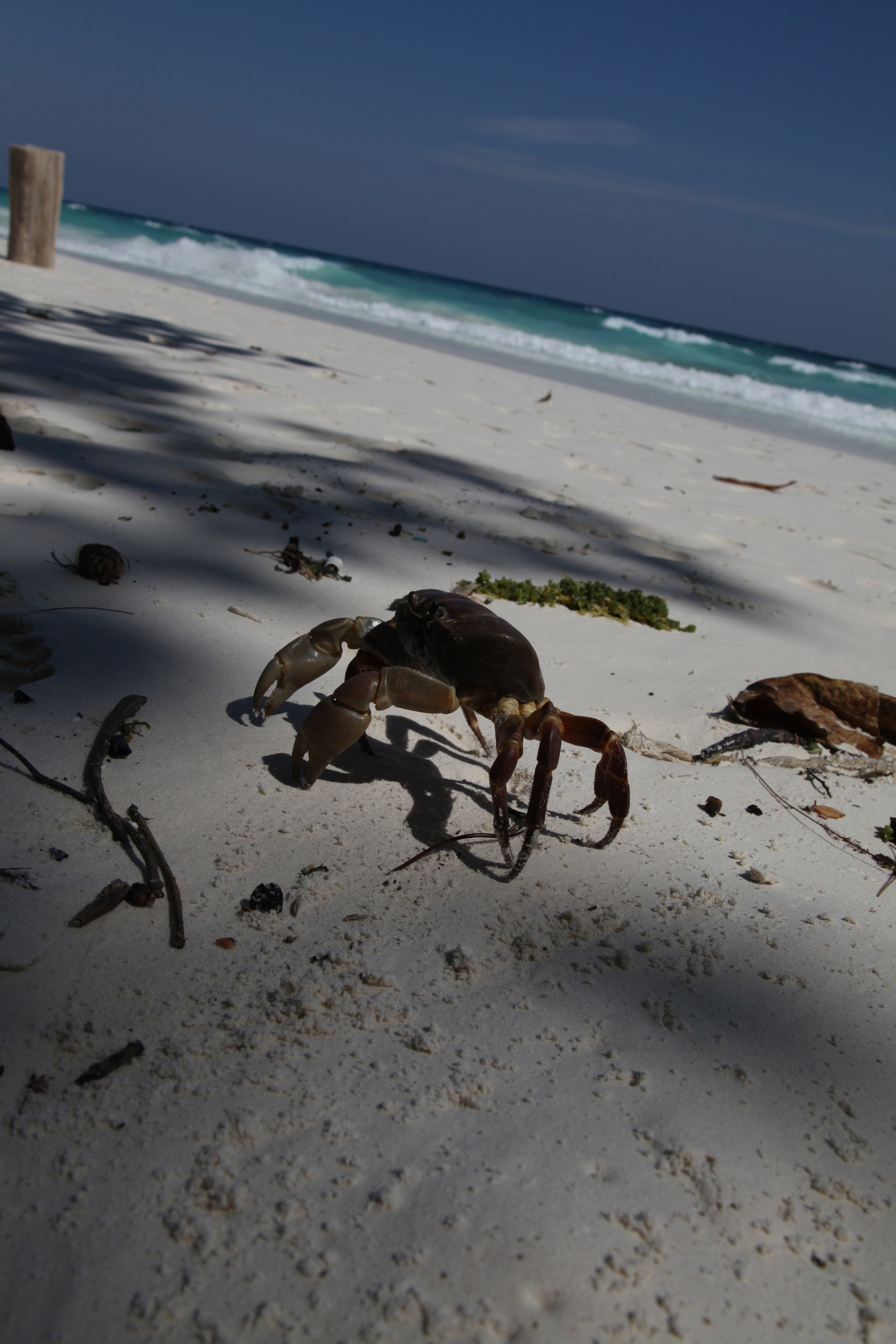
Crabe caridsoma carnifex, Ko Tachai
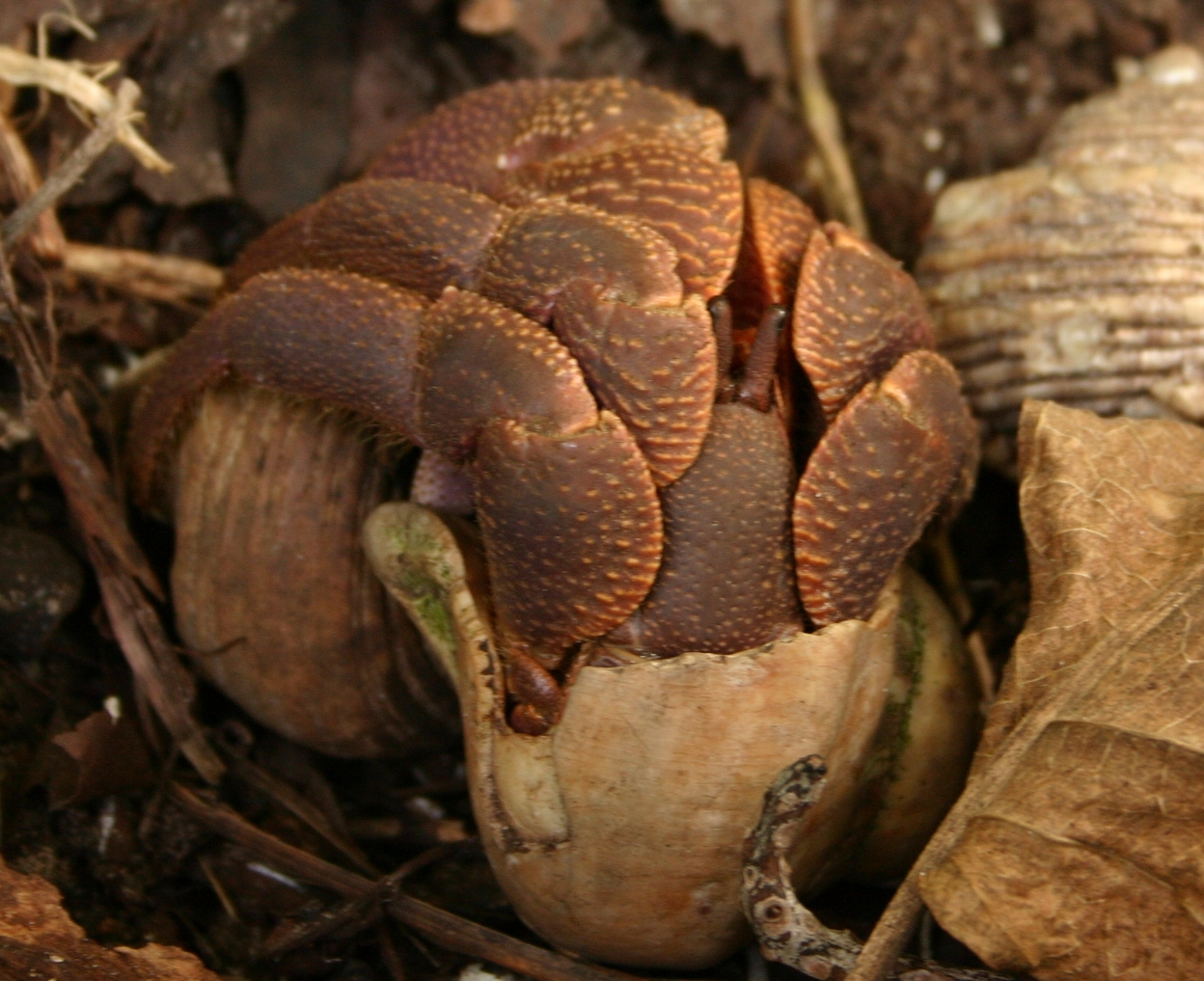
Bernard l'ermite coenobita brevimanus, Ko Miang

Mais, autour des îles, dans la mer, il y a une très grande biodiversité qui attire les plongeurs de toute la planète.

### Faune marine
Le fond de la mer d'Andaman autour des îles Similan nous fait admirer une très grande biodiversité de coraux : des coraux durs (plus de 200 espèces différentes) tels les coraux bulles, les acropora, seriatopora hystrix et stylophora pistillata; des coraux durs ou mous tels les alcyonacea (dont des alcyonaires jaunes scleronephthya) et les gorgones appelées aussi coraux cornés (dont des gorgones géantes ou gorgones éventails subergorgia mollis) ; et des coraux mous comme les nephtheidae. Il y a en plus des anémones de mer, des éponges dont des éponges en tonneau et des ascidies .

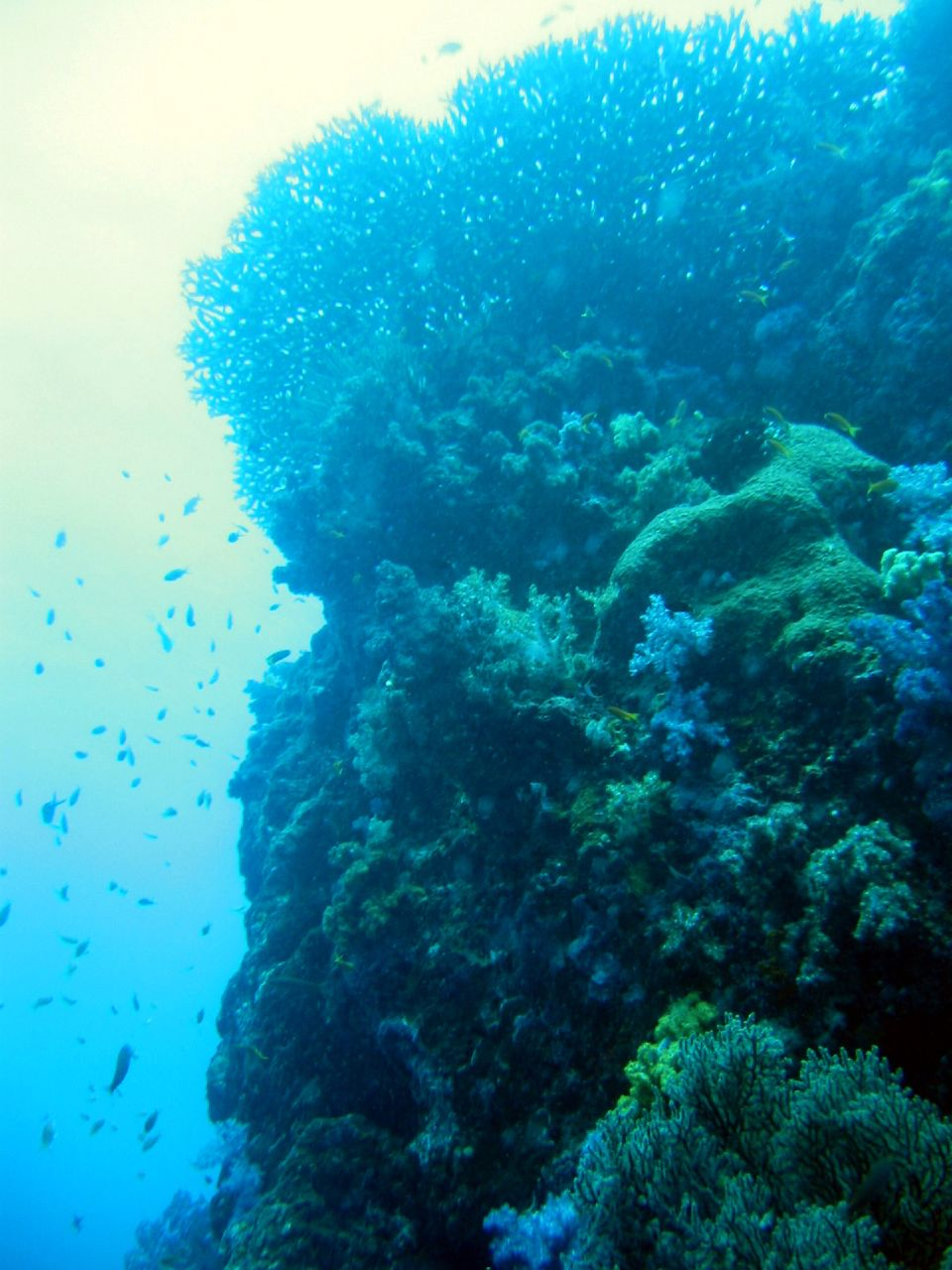
Récif corallien
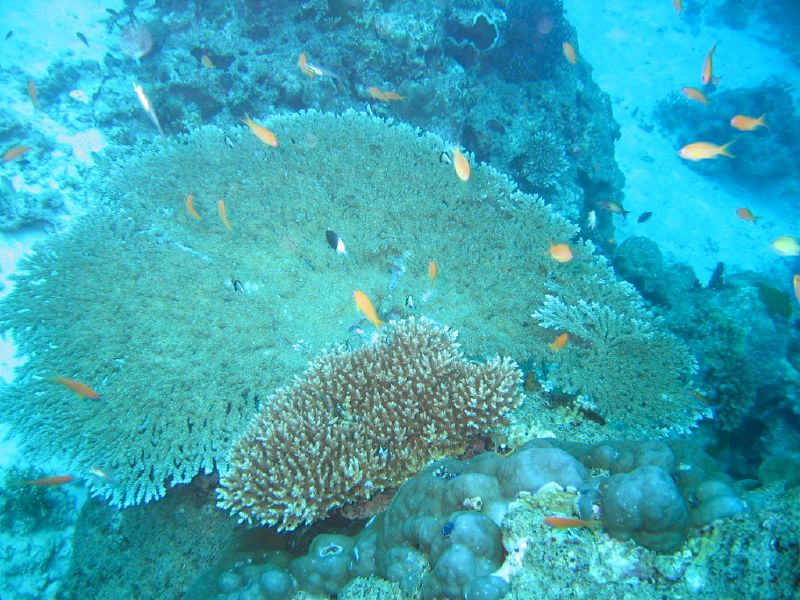
Coraux
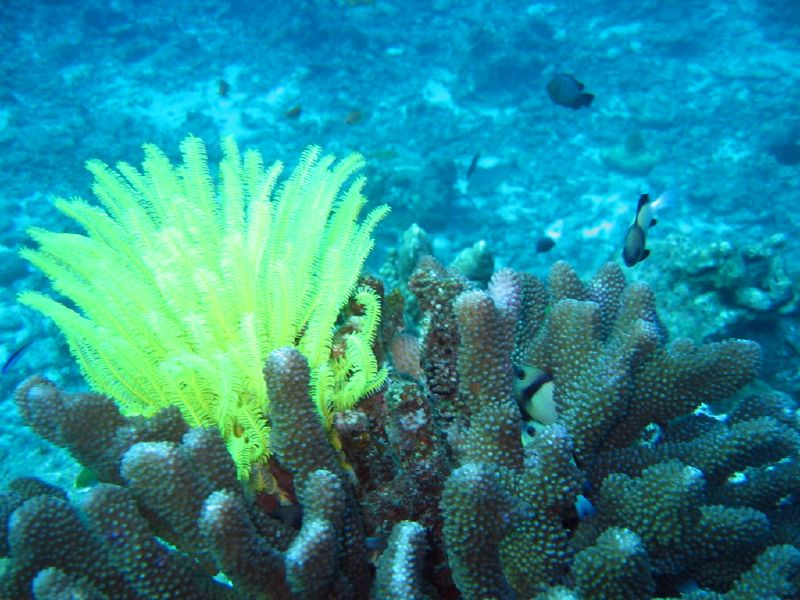
Anthozoa
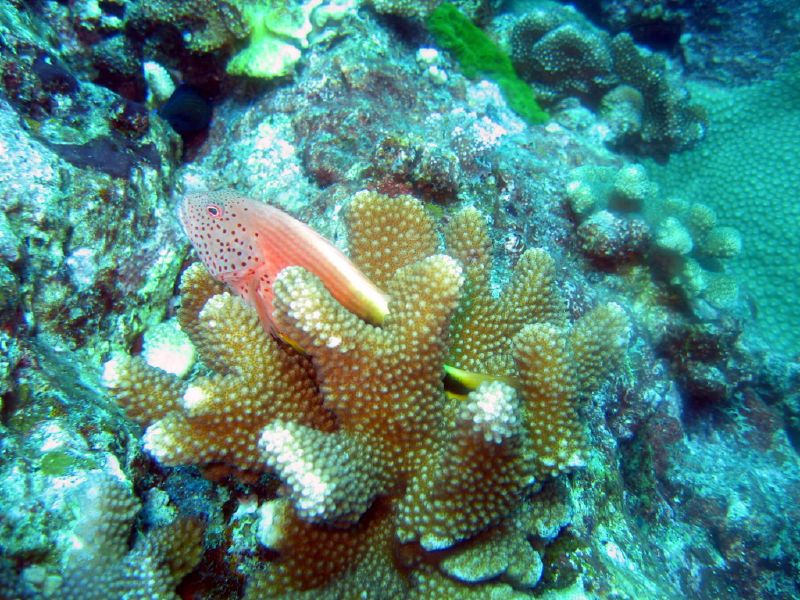
Corail et poisson
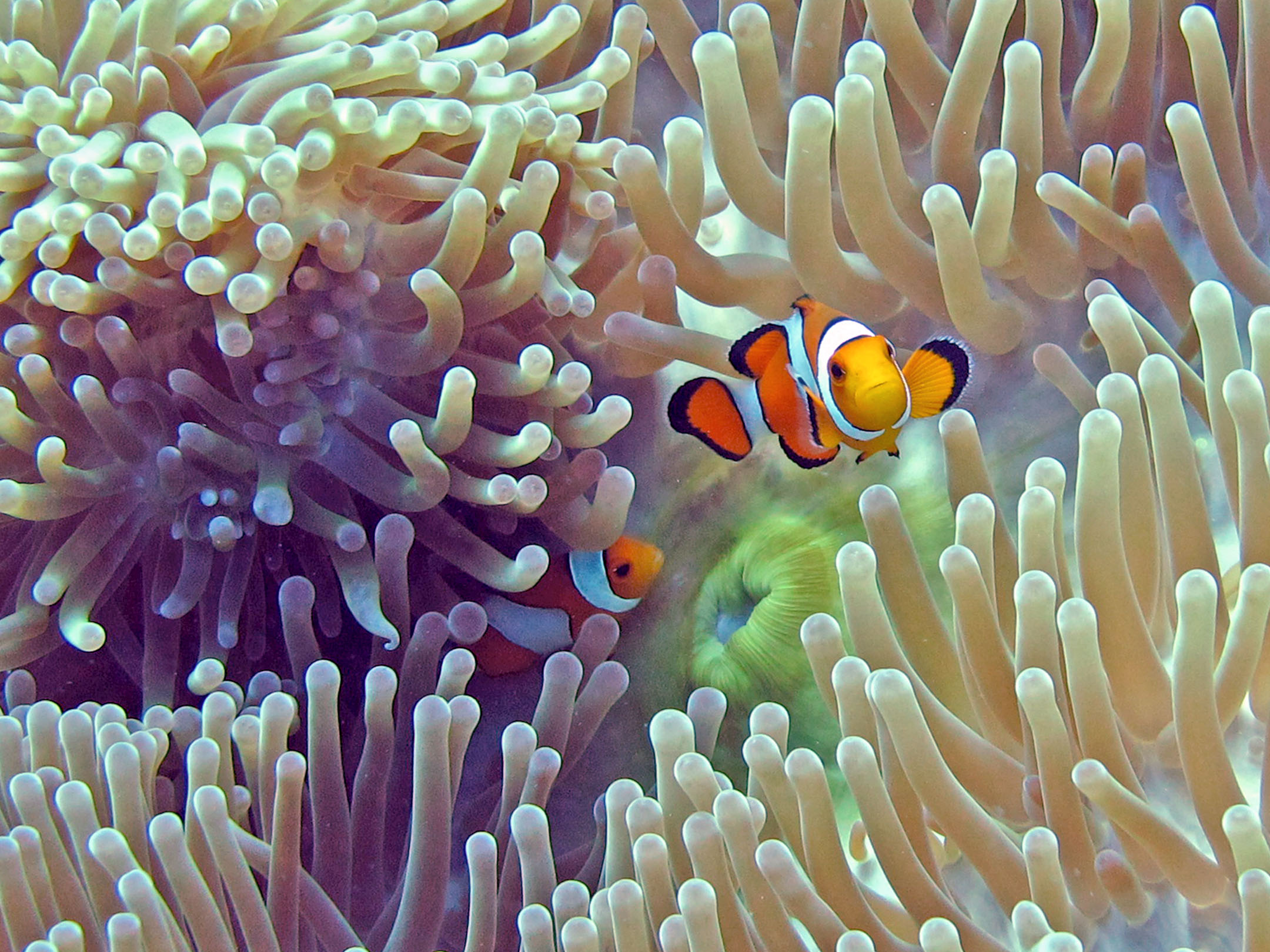
Anémones de mer et deux poissons-clowns

On voit aussi des coquillages porcelaine, des mollusques berthella, des comatules, des coussins de belle-mère, des étoiles de mer, des oursins-diadème de l'Indo-Pacifique et oursins tortues ; des vers sapins de Noël ; des crevettes dont des crevettes arlequins ; des crabes xanthidae et des crabes porcelaine ; des seiches sepia pharaonis ; des pieuvres ...

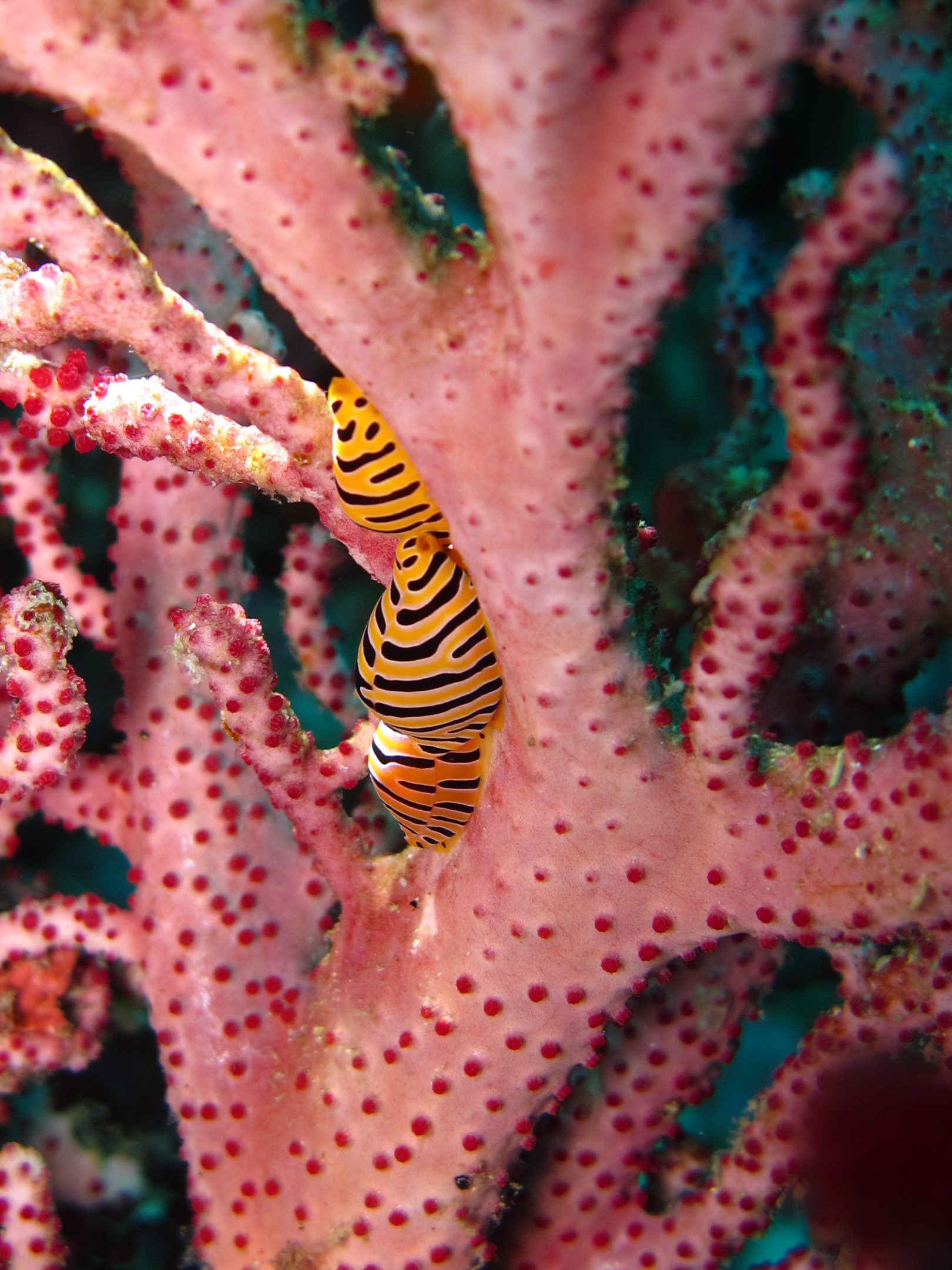
Coquillages porcelaine
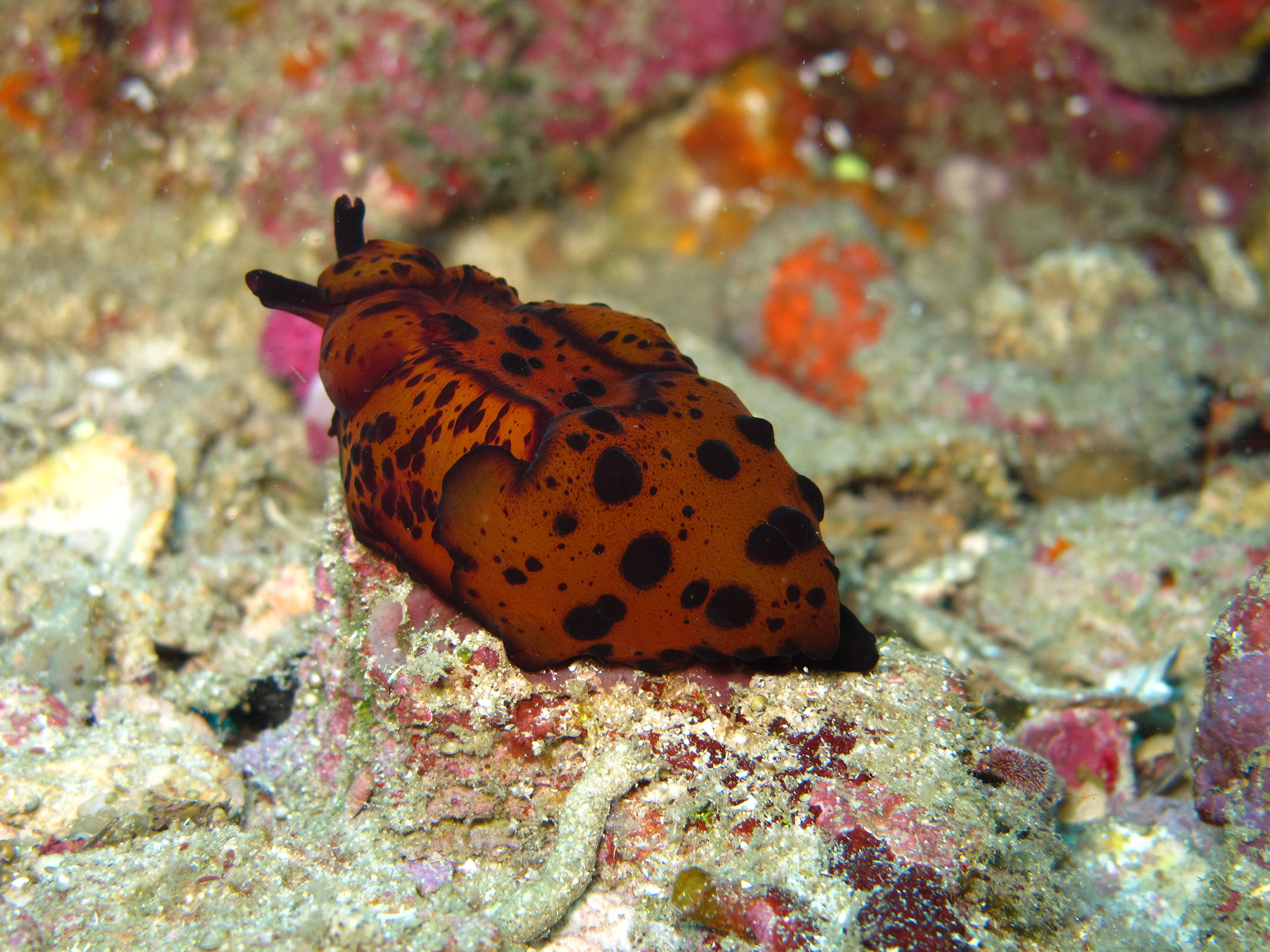
Mollusque Berthella
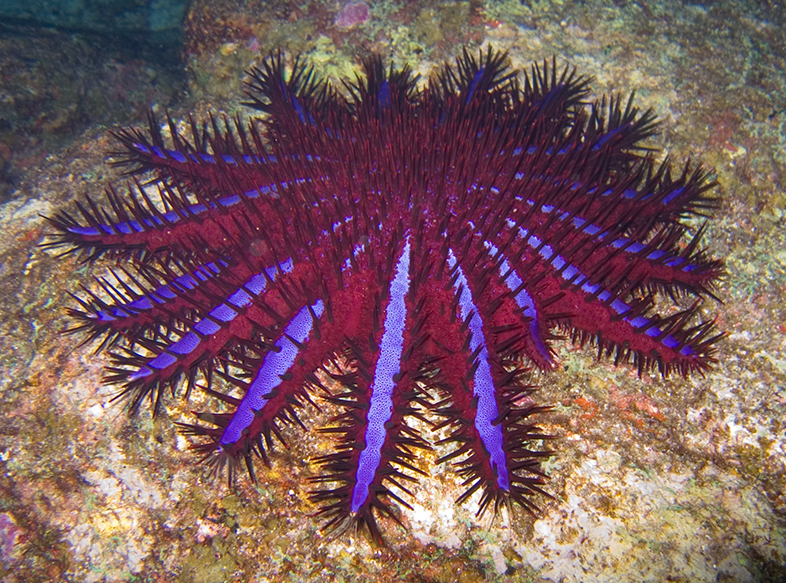
Coussin de belle-mère
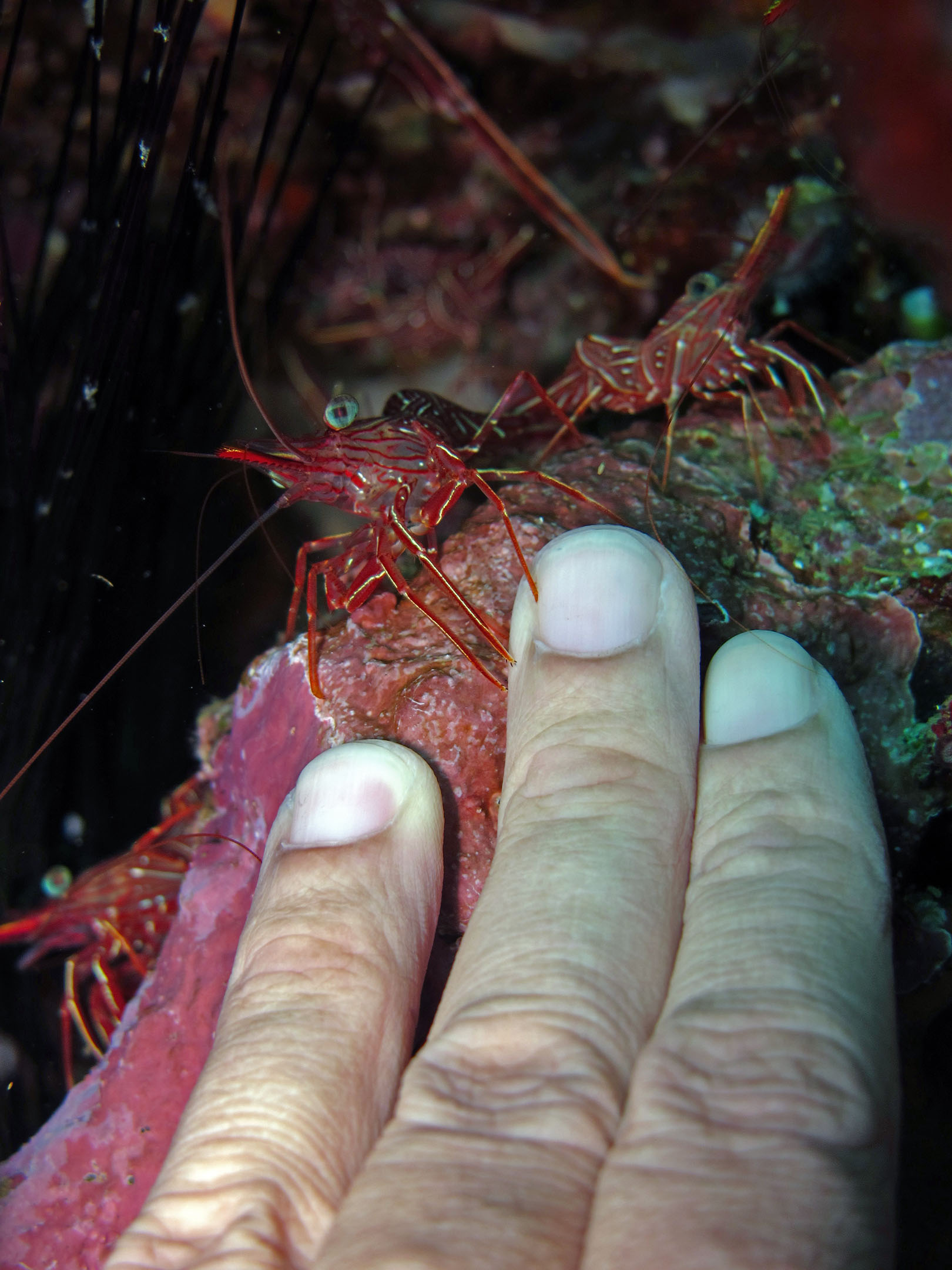
Crevettes
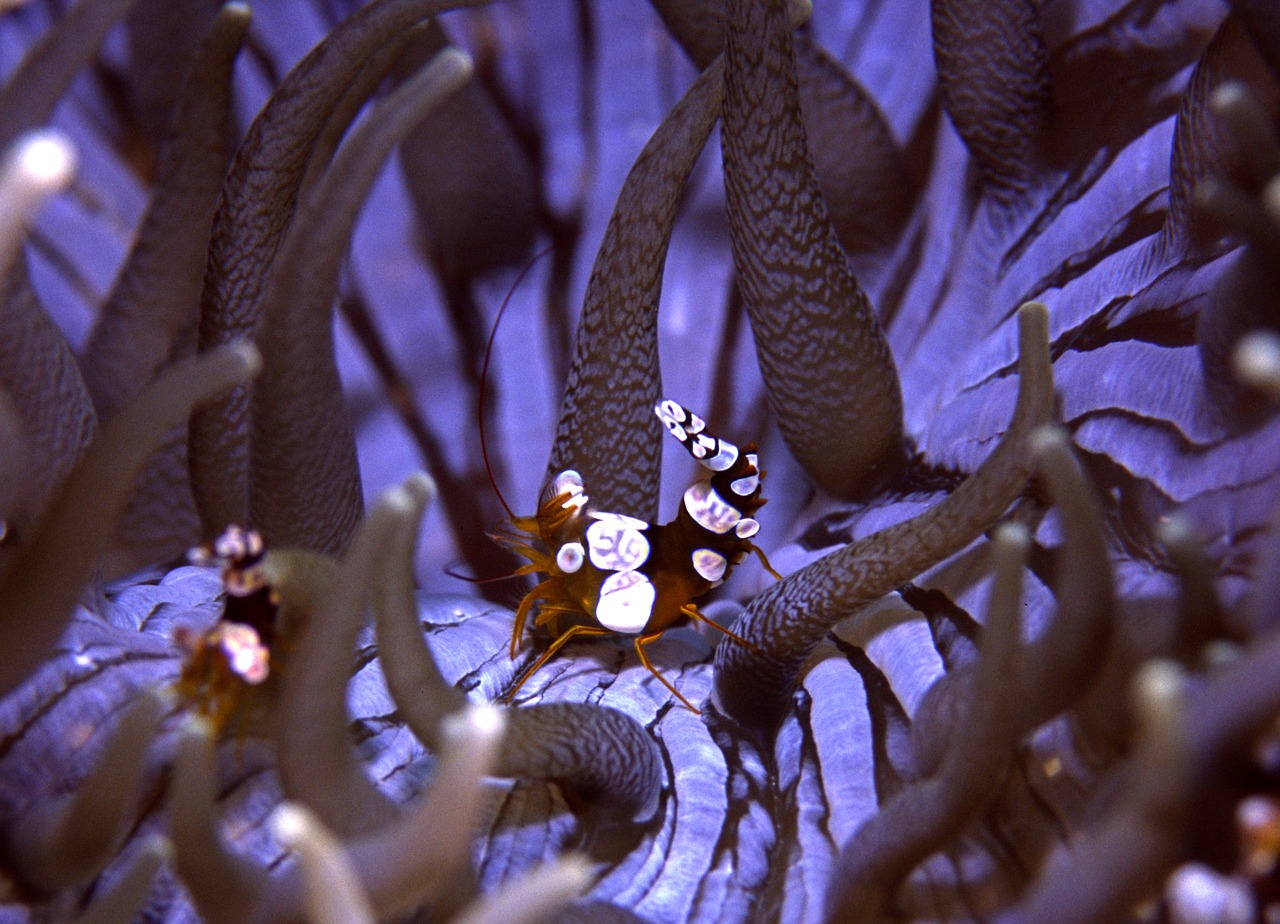
Crevette non identifiée
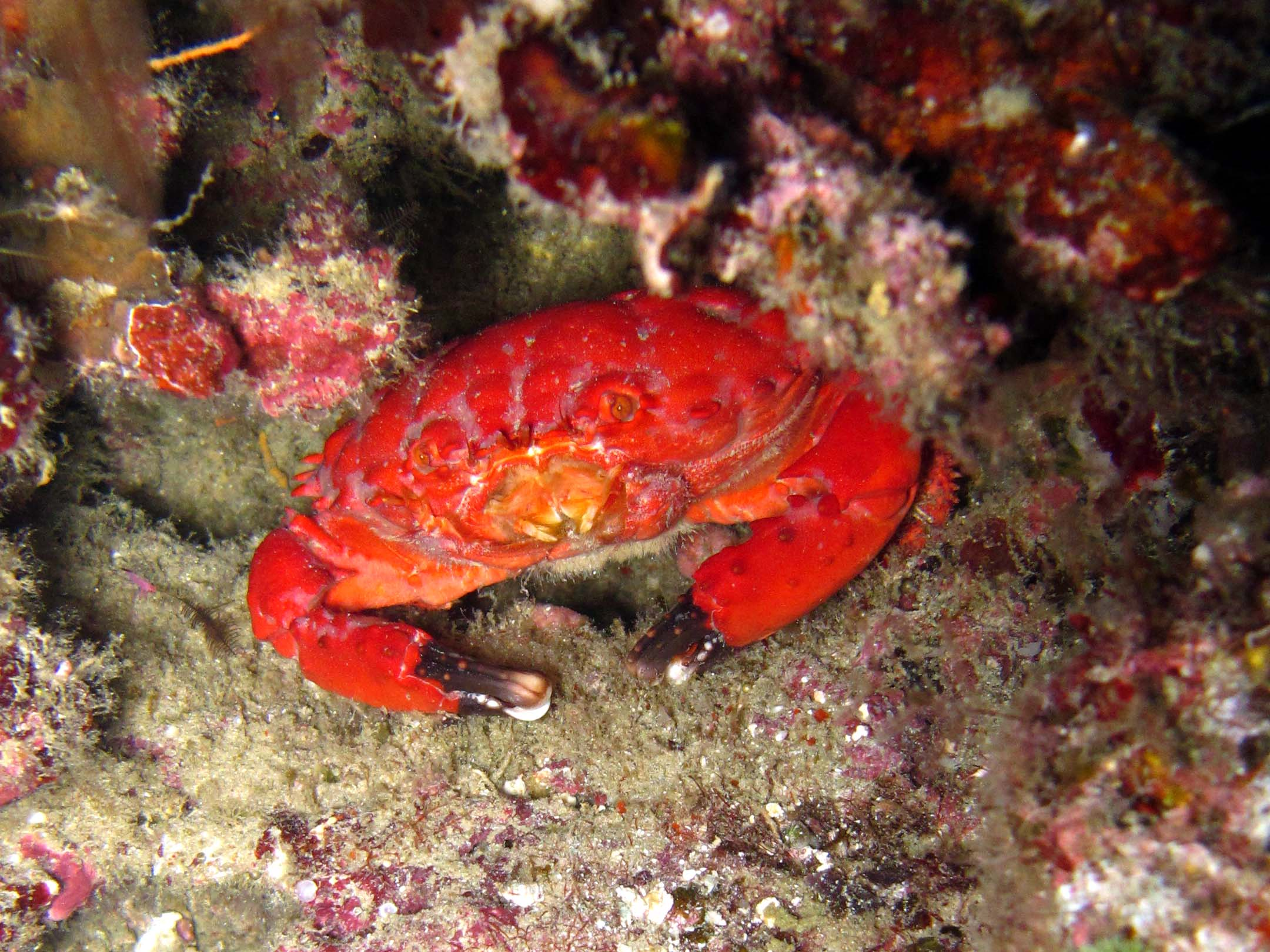
Crabe rouge Xanthidae
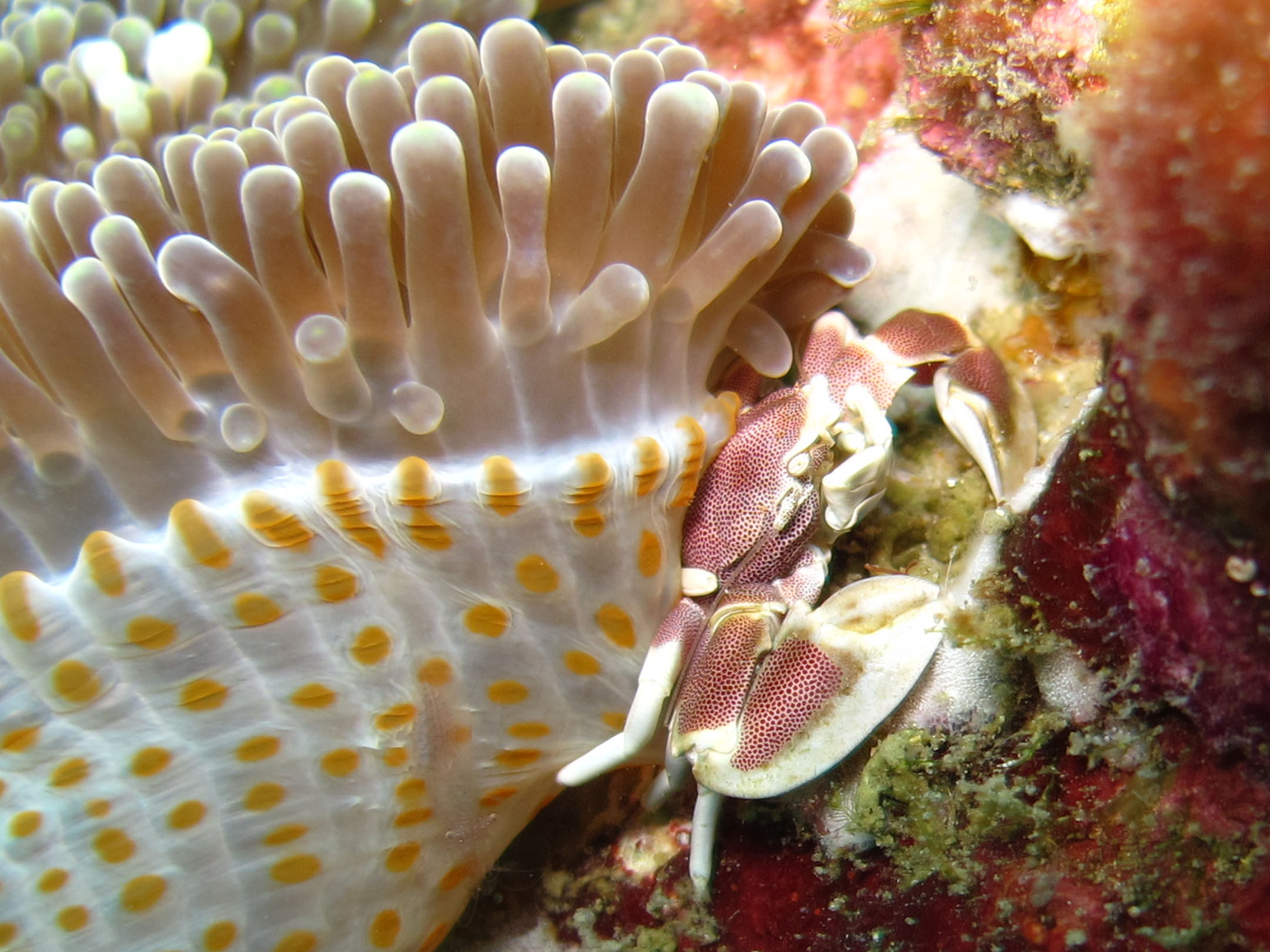
Crabe porcelaine et anémone de mer
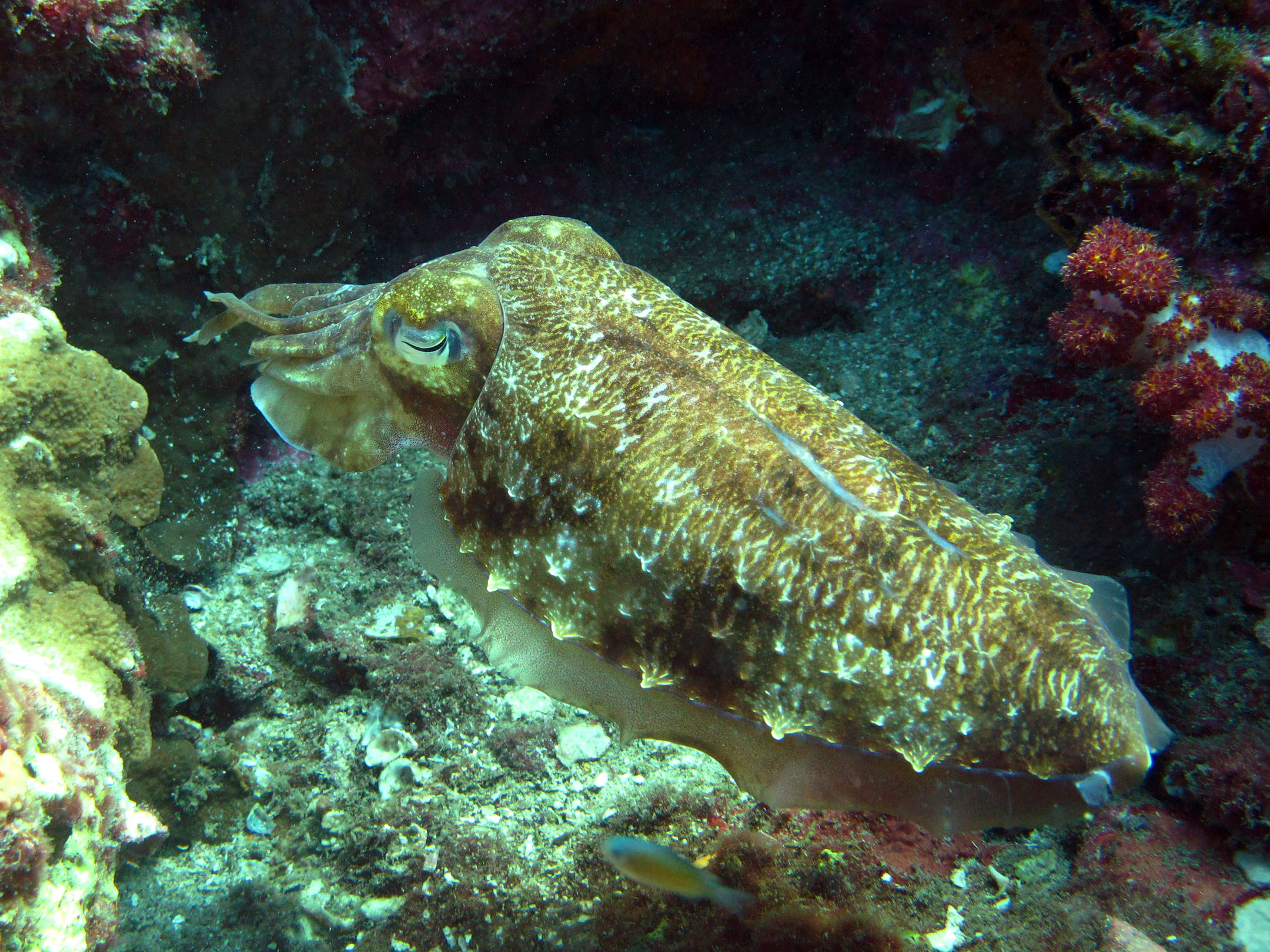
Seiche

Il y a aussi plus de 100 espèces de poissons, poissons très abondants :
- baliste à marges jaunes, baliste bleu, baliste clown, baliste double-queue, baliste ondulé, baliste titan et baliste vermiculé ;
- carangue à grosse tête et carangue bleue ;
- chirurgien à poitrine blanche, chirurgien à nageoires jaunes et chirurgien bleu ;
- diagramme oriental (ou gaterin rayé) ;
- fusilier à dos jaune et fusilier tricolore pterocaesio tile (fusilier à ligne olive) ;
- gobie bryaninops et gobie de feu (ou poisson de feu) ;
- hétérocongre tacheté (ou anguille-jardinière mouchetée) ;
- hippocampe ;
- maquereau des Indes ;
- mérou patate, mérou rouge et mérou sanguin ;
- murène à tête jaune, murène à tête grise et murène ruban bleue ;
- Napoléon (labre géant) ;
- platax à longues nageoires;
- poisson-ange à anneau, poisson-ange à front jaune, poisson-ange duc (ou poisson-ange royal) et poisson-ange empereur ;
- poisson-cocher commun, poisson-cocher fantôme et  poisson-cocher grégaire ;
- poisson coffre jaune et poisson coffre pintade ;
- poisson clown à trois bandes ;
- poisson-écureuil géant;
- poisson-faucon à taches de rousseur paracirrhites forsteri ;
- poisson hachette nain parapriacanthus ransonneti;
- poisson-lézard synodus jaculum;
- poisson-licorne (ou naso) ;
- poisson-papillon à collier blanc, poisson-papillon de Meyer, poisson-papillon orné[10], poisson-papillon peint et poisson-papillon quadrillé ;
- poisson-perroquet à bosse et poisson-perroquet à menton bleu ;
- poisson-pincette jaune (ou chelmon à long bec) ;
- poisson-scorpion à houppe ;
- raie électrique (poisson-torpille torpedo fuscomaculata[11]), raie guitare à nez rond, raie guitare maculée, raie léopard, raie manta océanique[12],[13], raie pastenague à points bleus et raie pastenague à taches bleues ;
- rascasse à nageoires blanches ;
- requin à pointes noires[14], requin baleine, requin-léopard (appelé requin-zèbre quand il est jeune)[15] et requin-corail (ou requin à pointes blanches) ;
- sigan ondulé et sigan guttatus ;
- syngnathes ;
- barracuda, tazar rouge (ou goemon) et sphyraena jello ;
- thon blanc etc.

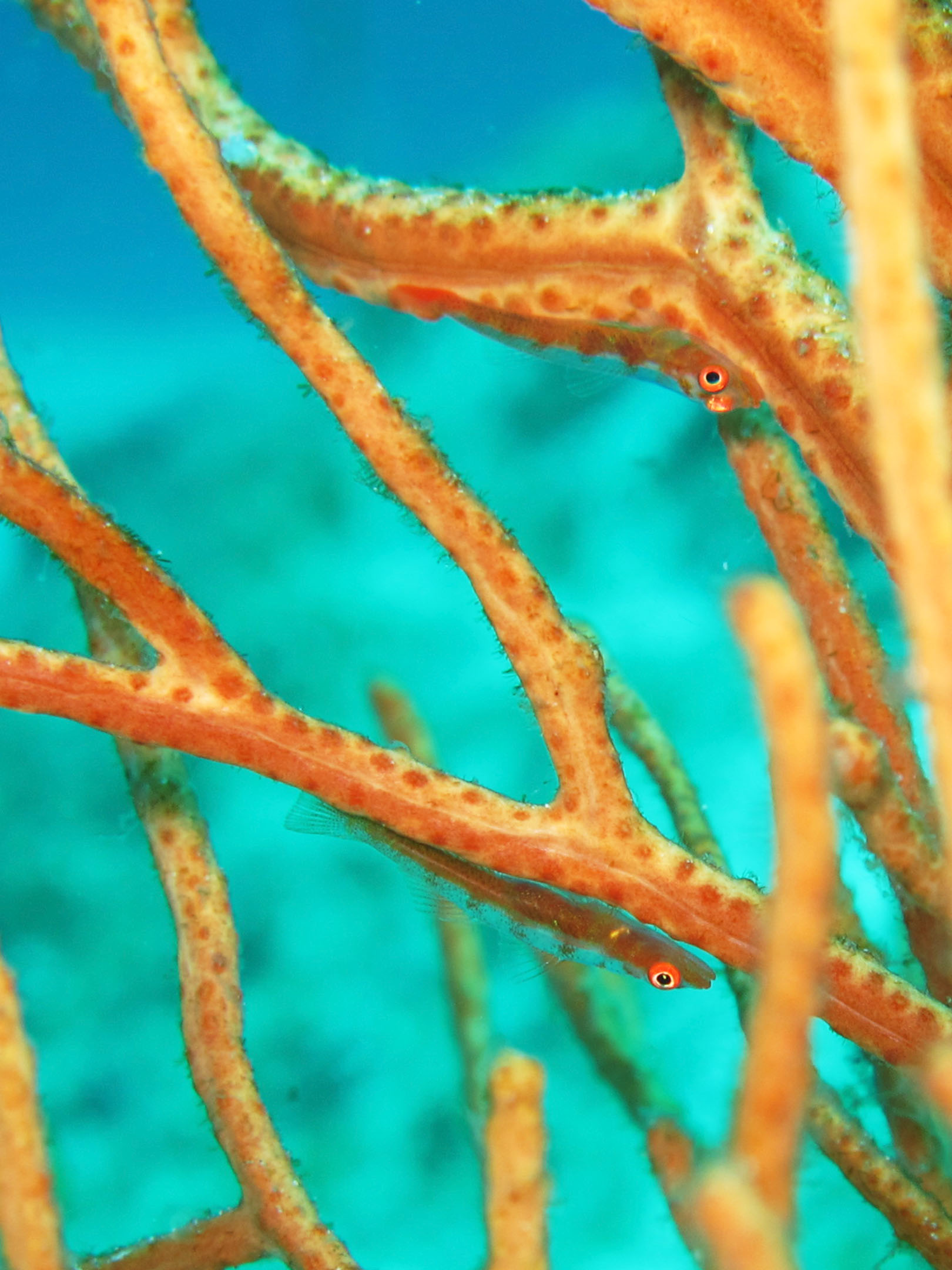
Gobie bryaninops
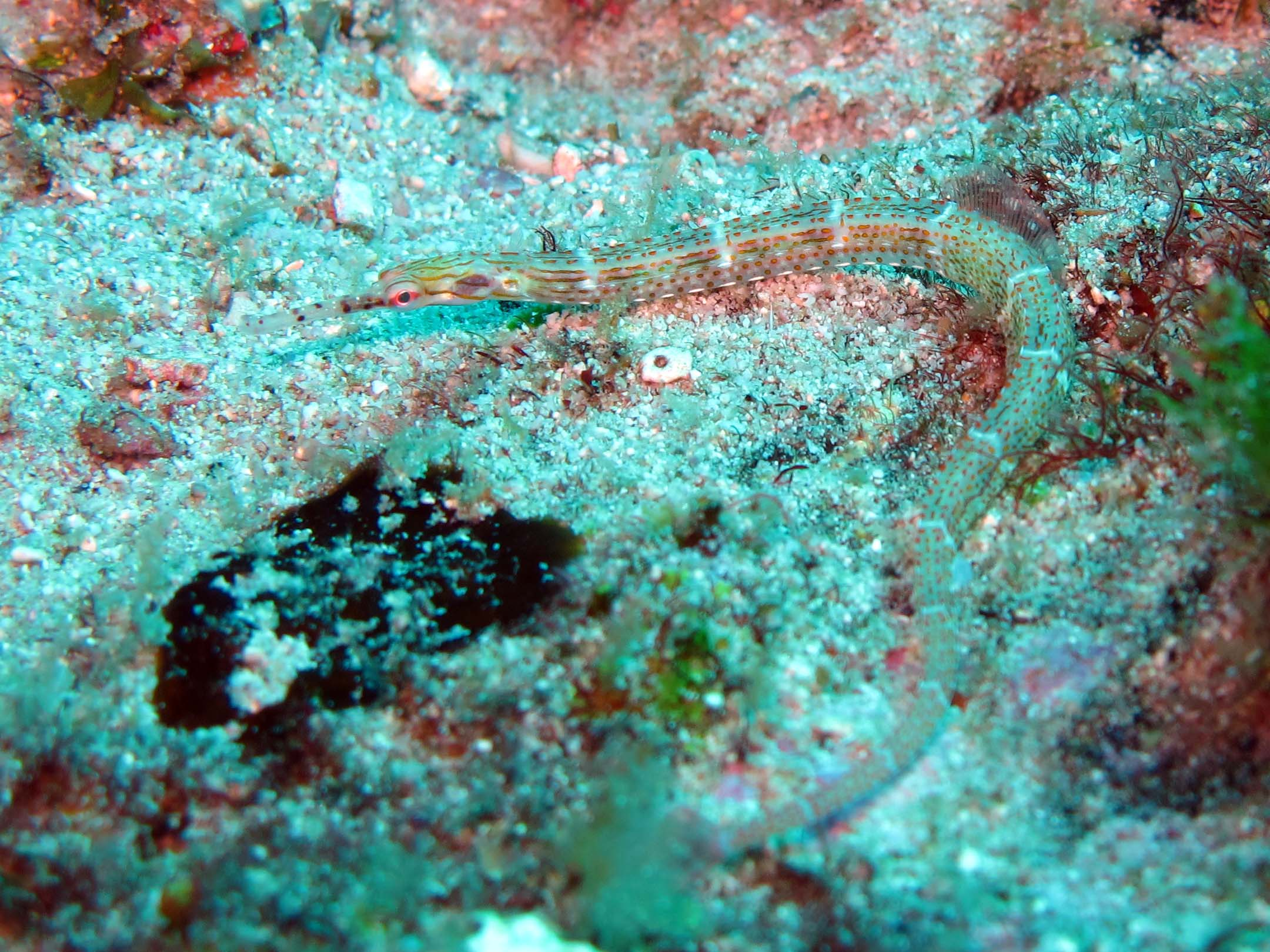
Syngnathinae
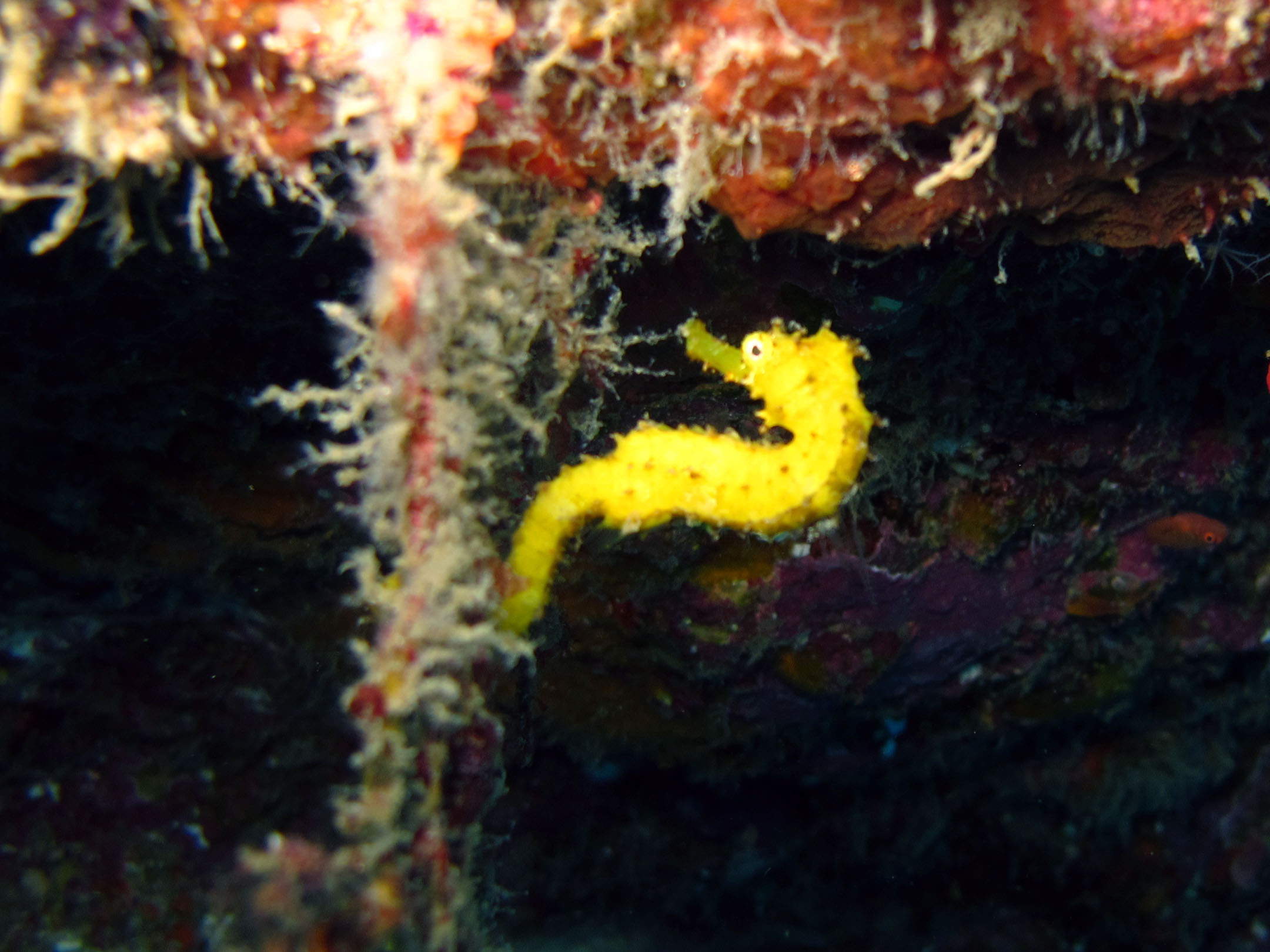
Hippocampe jaune
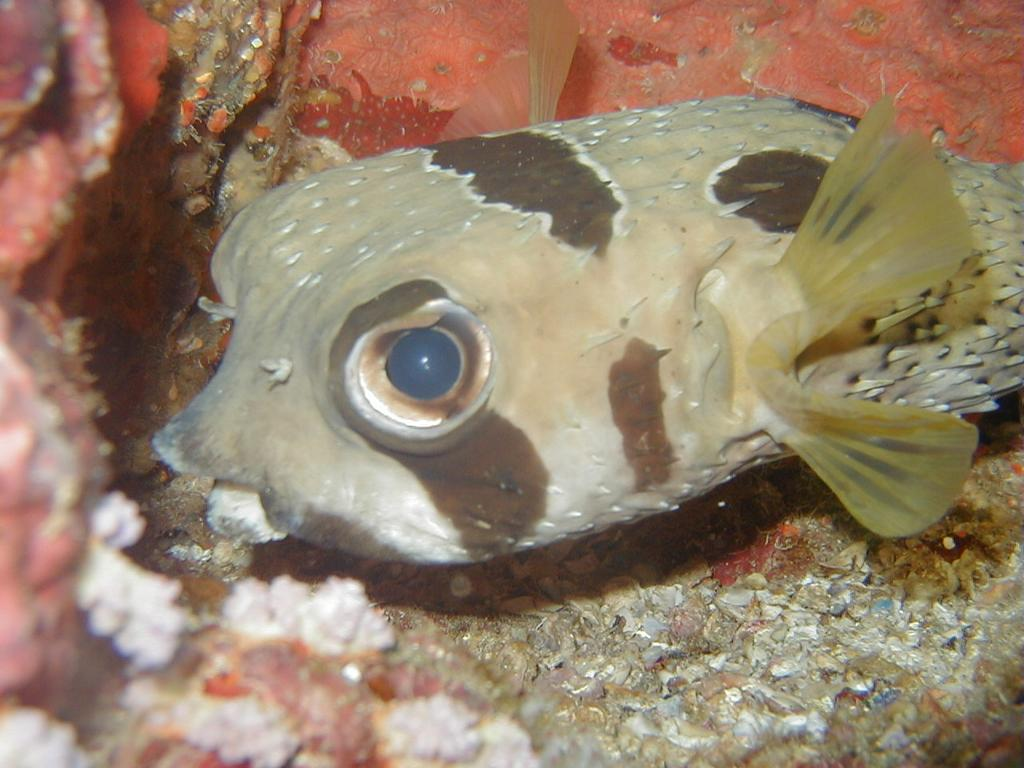
Poisson coffre
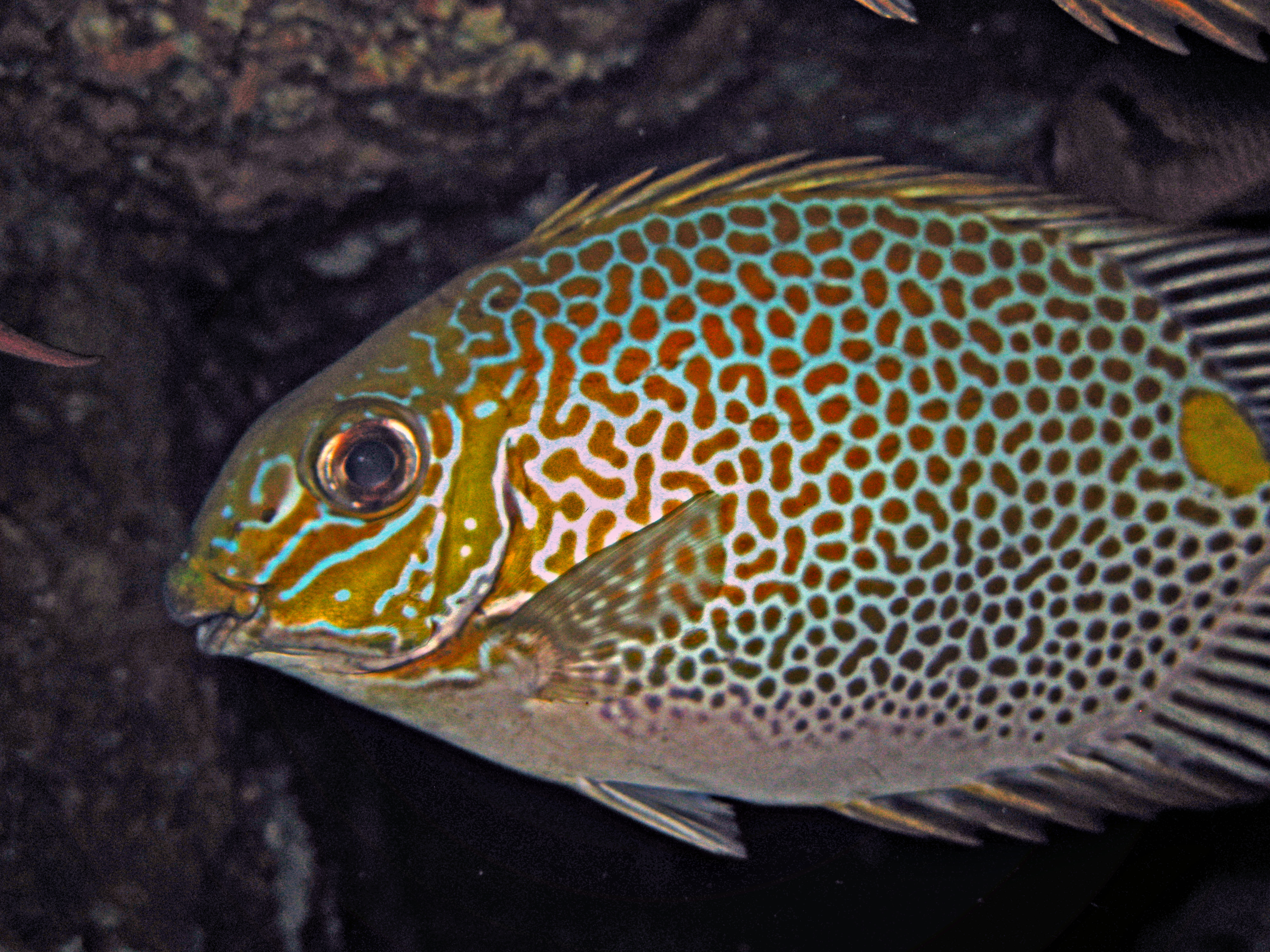
Sigan guttatusa
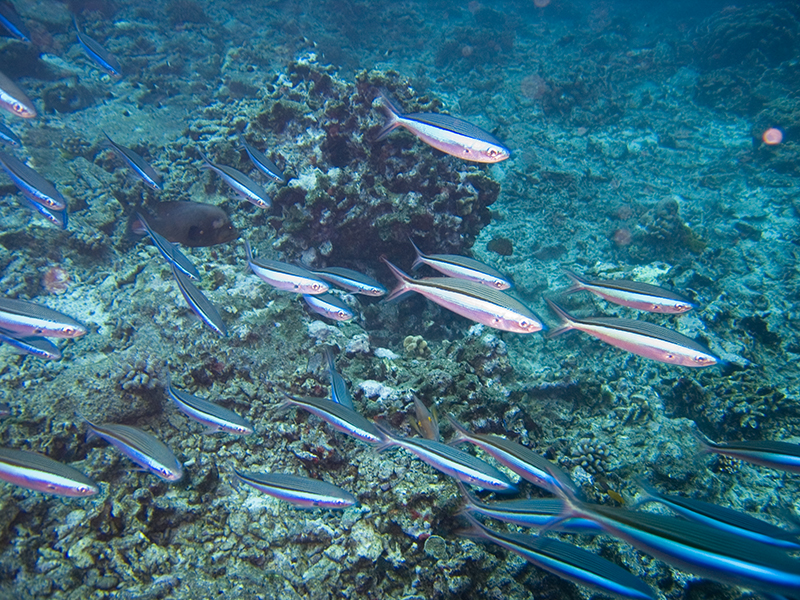
Fusiliers
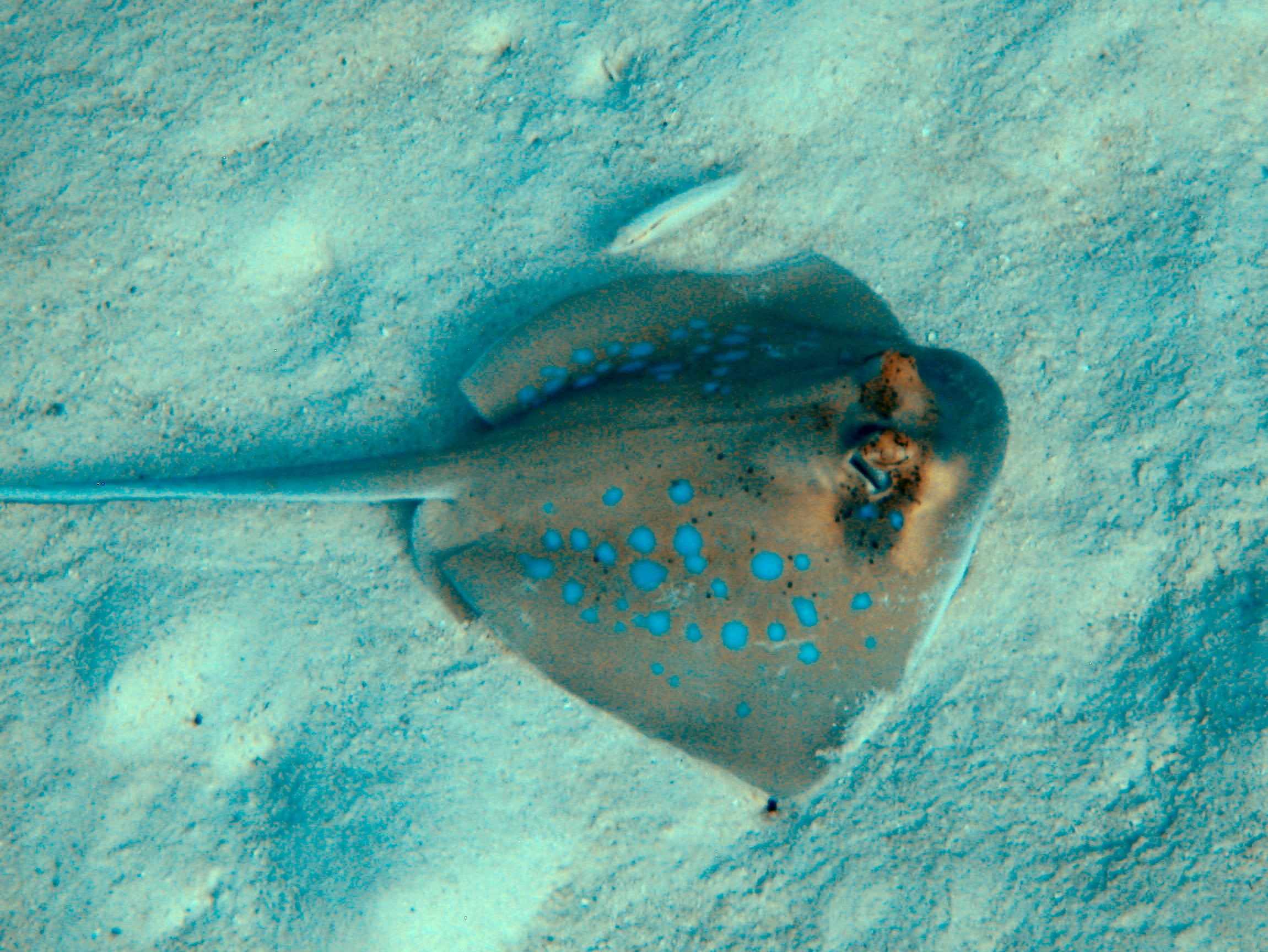
Raie pastenague à points bleus
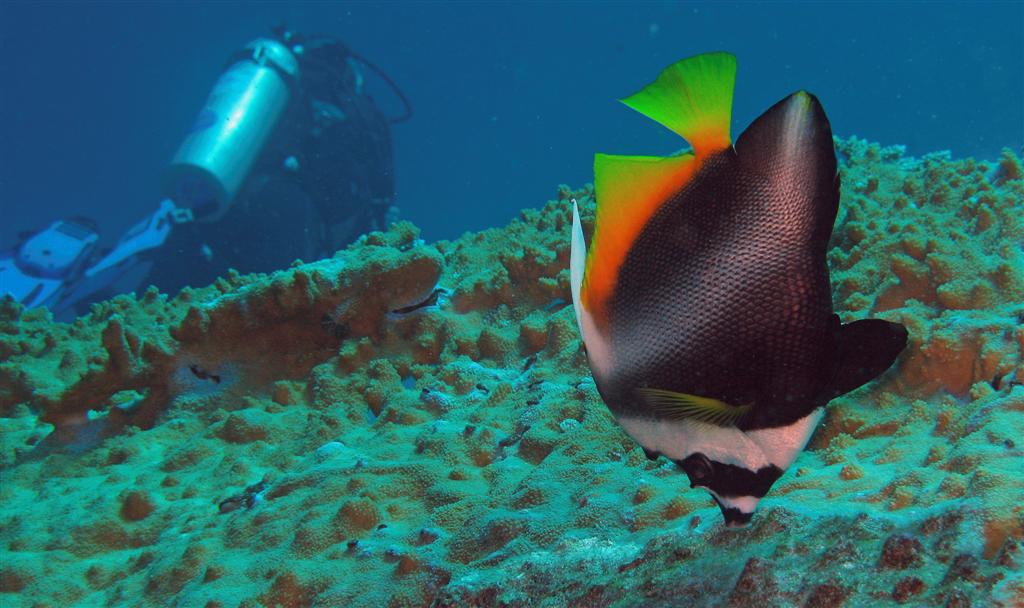
Poisson-cocher fantôme
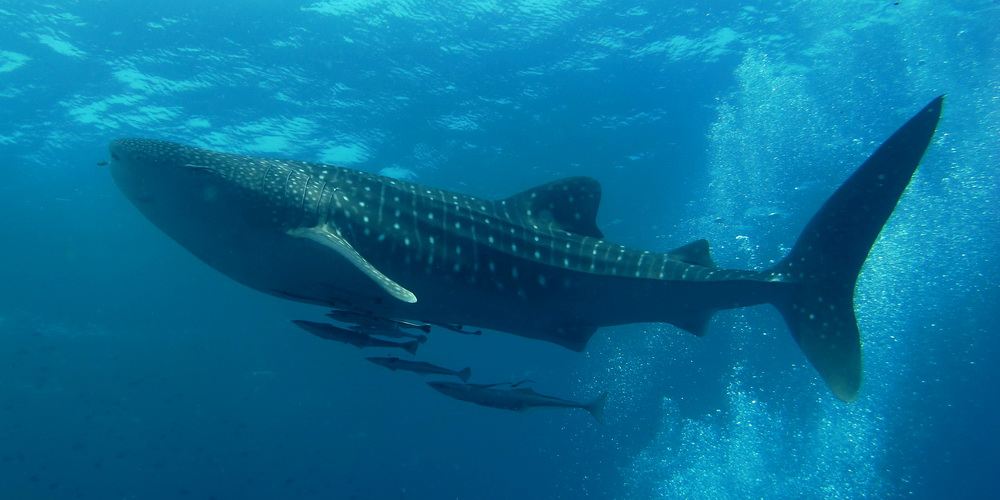
Requin baleine
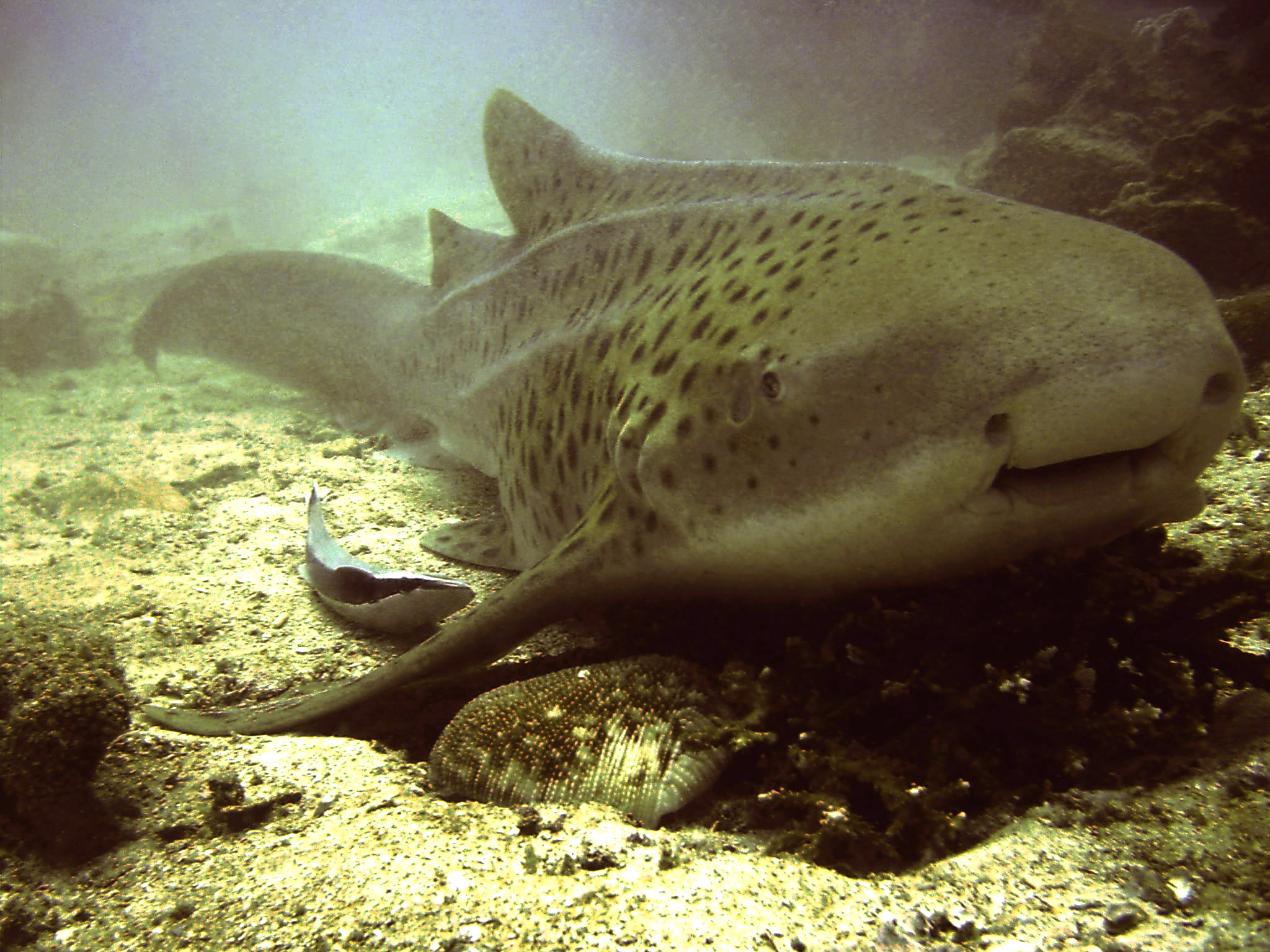
Requin léopard (requin zèbre)

Il y a de plus quelques mammifères marins : des grands cachalots, des orques, des fausses orques (ou faux épaulards), des grands dauphins, des dauphins à long bec, des dauphins bleu et blanc ainsi que des grands dauphins de l'océan Indien,.
Il est aussi possible d'admirer quatre espèces de tortue marine : tortue verte (ou tortue franche), tortue luth, tortue imbriquée et tortue olivâtre.

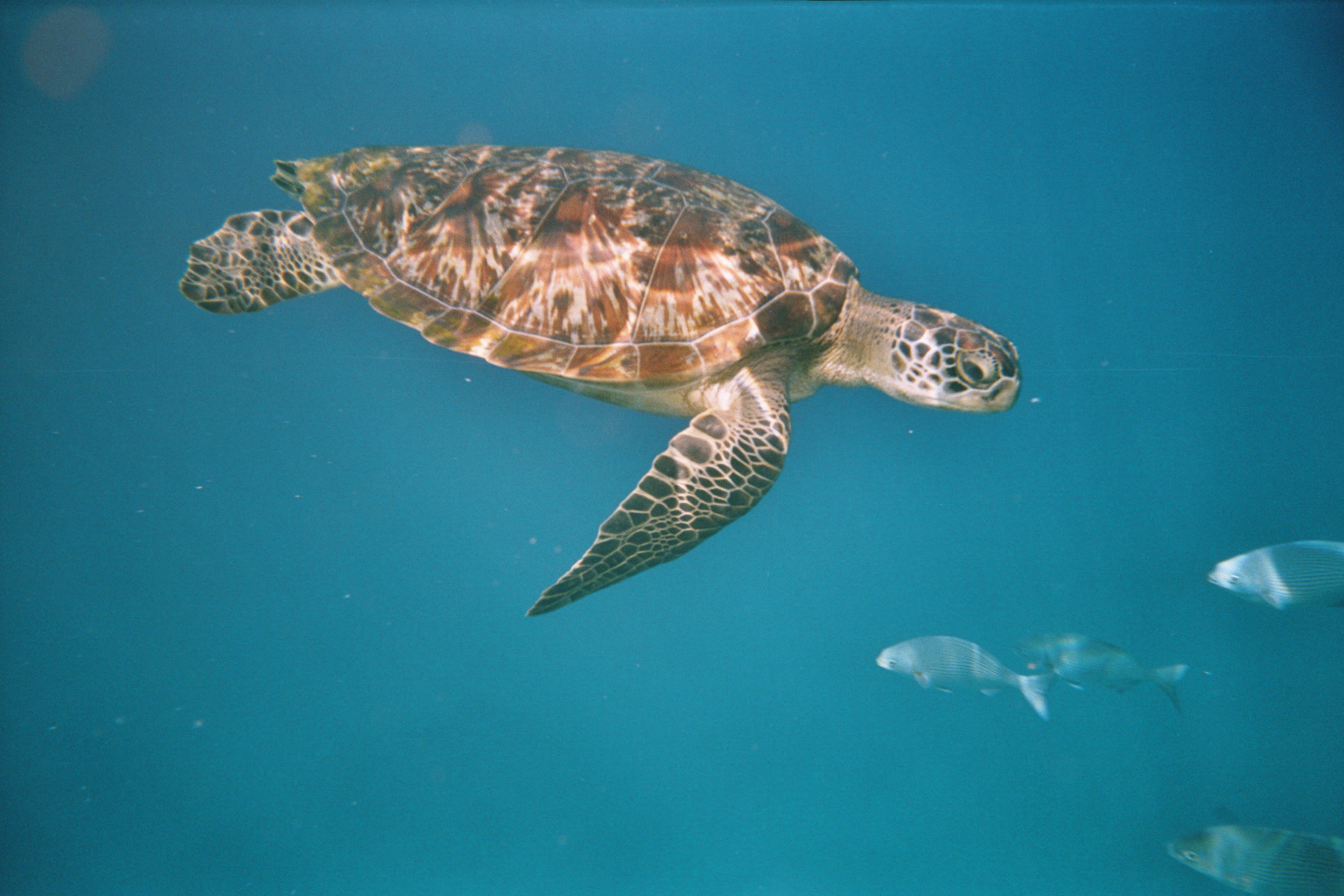
Tortue verte (tortue franche)

## Tourisme
L'archipel des Similan est accessible en bateau à partir de l'embarcadère de Thap Lamu à Khao Lak. 
En 2017, il y a eu 912 000 visiteurs dans ce parc marin ; et certains jours, il y avait plus de 7 000 visiteurs par jour. 
En 2019, il y a eu 676 793 visiteurs (25 950 thaïlandais et 647 203 étrangers).
En 2020 et 2021, à cause de l'épidémie de Covid-19 et des fermetures de frontières qui en résultent, la fréquentation touristique du parc national de l'archipel des Similan chute : en 2020, 422 307 visiteurs (19 899 thaïlandais et 402 408 étrangers) ; et au premier semestre 2021, seulement 107 522 visiteurs, principalement des citoyens thaïs (99 885 thaïlandais et seulement 10 637 étrangers).
Aujourd'hui, afin de mieux préserver ce riche patrimoine naturel, le nombre de visiteurs quotidiens est limité à 3 325 et le parc national des îles Similan est interdit aux touristes pendant la saison des pluies du 15 mai au 15 octobre.
La meilleure période pour faire de la plongée et admirer les poissons est de novembre-décembre à avril, quand la mer d'Andaman est calme : la visibilité est alors de 5 à 30 m de profondeur.
La meilleure période pour observer les grands poissons pélagiques venant du large, tels les requins-baleines, les raies manta, les barracudas, les thons et les carangues ..., c'est pendant la saison chaude en mars et avril.

## Menaces
La principale menace pour la biodiversité de ce parc national, c'est le réchauffement climatique : entre 1998 et 2010, 90 % des coraux des îles Similan et des îles Surin ont blanchi puis sont morts.
Autre menace non négligeable : le tourisme de masse. Afin de réduire les pollutions et nuisances générées par les touristes, l'accès du parc national est interdit de mai à octobre et le nombre de visiteurs quotidiens en période d'ouverture est limité à 3 325 visiteurs par jour.
On peut aussi ajouter les menaces de pollutions industrielles et domestiques, la surpêche...